# Pelz

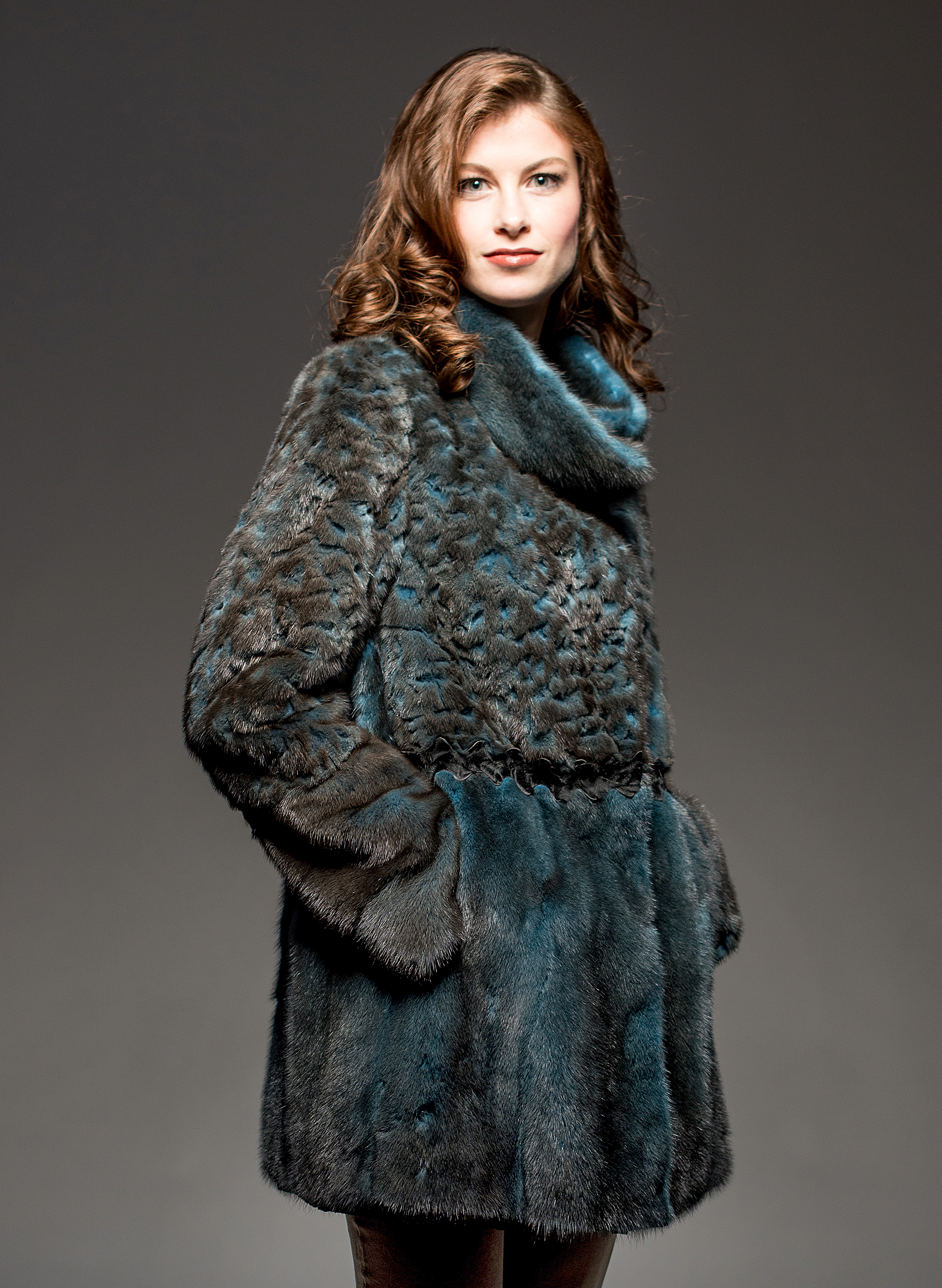
Nerz-Kurzmantel, gefärbt, Oberteil mit eingebrannter Musterung durch Lasern (Regensburg, 2016)

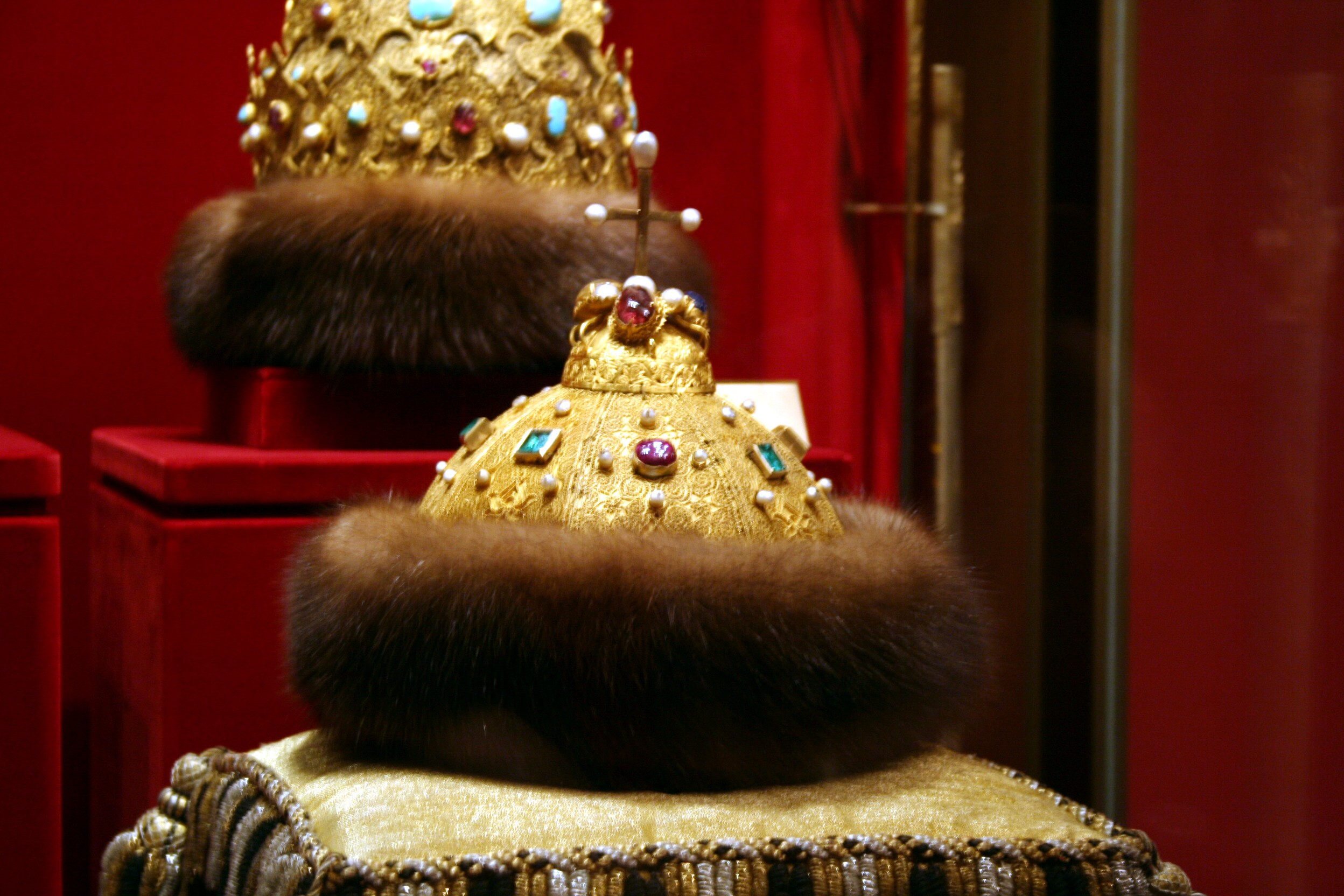
Die (Zobel-)Mütze des Monomach, Vorläuferin der Zarenkrone (15. Jahrhundert)

Als Pelz (über mittelhochdeutsch belz und althochdeutsch pelliz entlehnt von mittellateinisch-romanisch pellicia „Pelz“, abgeleitet von lateinisch pellis „Haut“, urverwandt mit „Fell“) oder auch Rauchwerk bezeichnet man zu Kleidung und Accessoires verarbeitete Fellarten und Felle von Säugetieren mit zumeist sehr dicht stehenden Haaren.
Felle, Pelze und Pelzwaren gehörten für lange Zeit zu den frühesten Waren des Welthandels. In Europa kam der Fernhandel erst nach der Karolingerzeit aufgrund von Impulsen aus der islamischen Welt auf. Die Jagd erfolgt vielfach durch Angehörige indigener Völker und hauptberufliche Fallensteller. Die koloniale Expansion der europäischen Mächte in Nordamerika, Nordeuropa und in Nordasien war stark vom Pelzhandel motiviert. Herstellung, Verarbeitung und Verkauf wurden von Kürschnern, Zünften, Märkten und Messeplätzen und Handelsgesellschaften organisiert. Diese wurden von den beteiligten Städten und Flächenstaaten privilegiert und politisch sowie militärisch unterstützt. Bis in das späte 17. Jahrhundert gab es in Europa Erlasse und Kleiderordnungen, die manche Pelzarten nur bestimmten Personengruppen und Ständen gestatteten.
Mit der Industrialisierung wurde zwar die Zucht zur Hauptquelle des Ausgangsprodukts, doch wurde der Pelz gegenüber anderen Warengruppen immer unbedeutender; das galt umso mehr für die Fallenstellerei. Der Handel mit den Fellen bestimmter, insbesondere vom Aussterben bedrohter Tierarten, ist aufgrund des Washingtoner Artenschutz-Übereinkommens und anderer Vorgaben seit den 1970er-Jahren eingeschränkt oder verboten. Viele Tierschützer und insbesondere Tierrechtler lehnen darüber hinaus die Nutzung von Pelzen ab.
Die häufigsten zur Pelzgewinnung gehaltenen Tiere sind dabei Fuchs, Iltis, Nerz, Marderhund (unter verschiedenen Namen im Handel, häufig als „Finnraccoon“), Nutria und Chinchilla. In Dänemark ist Nerz, in Finnland Fuchs das am meisten gehaltene Pelztier.
Der Markt für Pelze hat sich seit Ende des 20. Jahrhunderts erheblich nach Asien verlagert. Im Jahr 2002 lag der Gesamtwert der in der EU produzierten Pelze bei 625 Millionen Euro.

## Herkunft von Pelz

### Übersicht
Die Herkunft der Pelze lässt sich gliedern in:
- Felle, die als Nebenprodukt der Nutztierhaltung und Fleischerzeugung anfallen (etwa 40 % der Pelzproduktion)
- Felle von Tieren, die unabhängig von der Pelzgewinnung gejagt werden, weil sie als Schädlinge oder Lästlinge wirken oder empfunden werden
- Felle von Pelztieren, die allein wegen ihres Fells gejagt, gefangen oder gezüchtet werden.

Bei der Schlachtung von Nutztieren fallen unter anderem Felle von Lamm und Schaf, (Persianer, viele verschiedene Schafrassen), Kaninchen (Kaninfell), Ziege und Zickel, Rind und Kalb, Pferd und Fohlen, Rentier (oder Pijiki) und Känguru (Wallabyfell) an.
Die Nutzungsarten waren einem erheblichen historischen Wandel unterworfen. So werden einzelne Schaf- und Kaninchenrassen speziell wegen ihrer besonderen Felleigenschaften gezüchtet. Hierzu gehören zum Beispiel das Karakulschaf (gelockter Persianer), das Merinoschaf (seidig, für Wolle und Lammveloure), die Chinchilla und Rexkanin. Nutztiere wie Hamster, Meerschweinchen, Pferde und Esel oder gar Hunde kommen prinzipiell als Pelzlieferanten in Frage. Sie wurden und werden in manchen Ländern und Kulturen je nach Nahrungstabu ebenso als Fleischlieferanten genutzt. Der Pelzlieferant Biber war im Mittelalter eine beliebte Fastenspeise, Opossum und Sumpfbiber (Nutriafell) werden teilweise noch heute verzehrt. Seehunde sind ein Grundnahrungsmittel der Eskimos.
Der Wildfang macht global noch etwa 15 % des Aufkommens aus. Bedeutend dabei sind insbesondere die Pelze von Tieren, die als Schädlinge oder Lästlinge gejagt werden. Hierzu gehören Wildkaninchen, Hamster, Maulwurffell, neuseeländisches Opossum, Marder, Iltis, Wiesel, Nutria, Bisamratte und Waschbär. Dabei sind bestimmte Fallenarten in der EU untersagt.
Bei den Zucht-Pelztieren ging der Hauptanteil 2008 auf den Minknerz zurück, gefolgt von Schafen, Silberfuchs, Blaufuchs, Marderhund (Seefuchsfell), Chinchilla, Nutria, Zobel und Iltis. Je nach Mode wurden mehr oder weniger erfolgreiche Versuche unternommen, weitere Pelztiere zu züchten (unter anderem Waschbär, Bisamratte, Skunk). Die meisten Pelztierfelle stammen aus Pelztierfarmen. Aus Gründen des Tierschutzes ist die Zucht von Pelztieren in Österreich, der Schweiz und in Großbritannien verboten.

### Pelztierjagd und Handel mit Pelzen

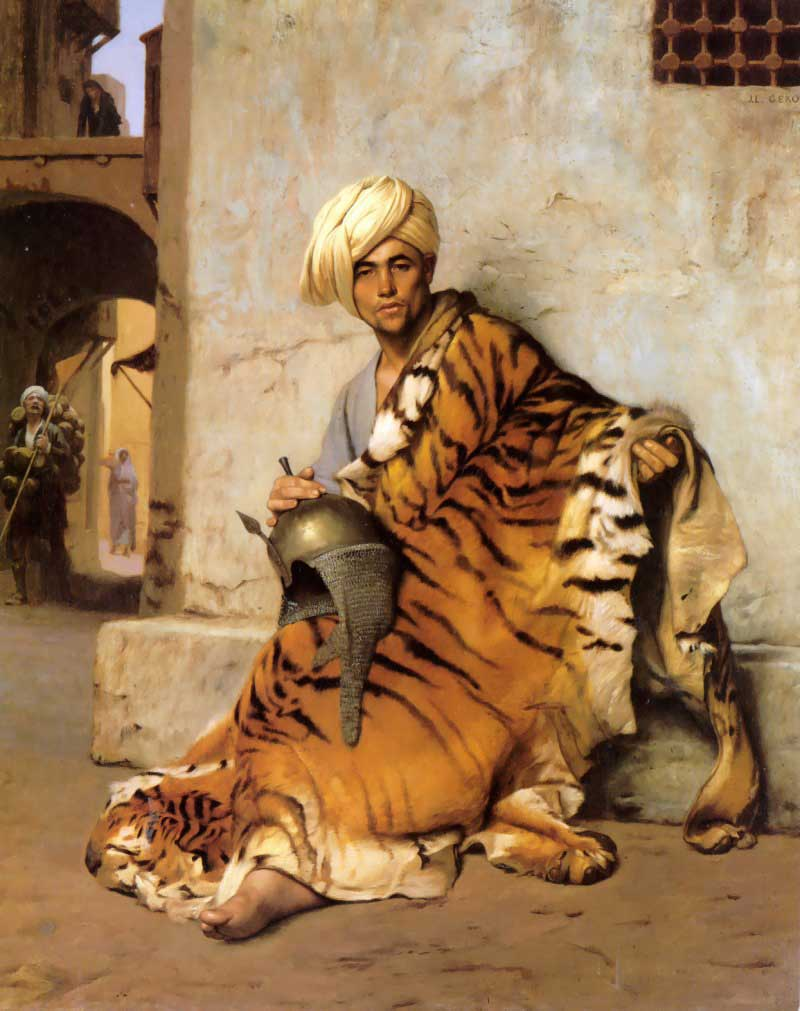
Pelzhändler in Kairo, Gemälde von Jean-Léon Gérôme (1869)

Schon seit dem 16. und 17. Jahrhundert wurden in etlichen Ländern Gesetze zum Schutz verschiedener Jagdtiere beschlossen, in denen bestimmte Schonzeiten festgelegt wurden. Seit Mitte des 19. Jahrhunderts gibt es zusätzliche Bestrebungen zum Erhalt der Tierwelt, die ihren Ausdruck in verschiedenen Gesetzen gefunden haben. Bedeutend war vor allem 1911 die North Pacific Fur Seal Convention zum Schutz des Nördlichen Seebären und des Seeotters. 1973 wurde das Washingtoner Artenschutz-Übereinkommen, international CITES genannt, beschlossen, 1976 wurde es von der Bundesrepublik ratifiziert. In ihm wird der Handel mit wildlebenden Tieren und Pflanzen eingeschränkt und geregelt. Zusätzliche Beschränkungen bestehen durch die Bundesartenschutzverordnung, die am 1. Januar 1987 in Kraft trat.
Einige Pelztiere wie Bisamratte und Mink haben sich als Neozoen in der europäischen freien Wildbahn etabliert und verdrängen teilweise endogene Arten wie den europäischen Nerz. Gefangenschaftsflüchtlinge aus der Pelztierhaltung bzw. gewollte Freilassungen werden kontrovers diskutiert. Zu Schutzmaßnahmen gehören internationale Handelsabkommen, die den Pelzhandel einschränken sowie Abschussquoten, Schutzgebiete und Schonzeiten für einzelne Arten. Der World Wildlife Fund akzeptiert die traditionelle Pelztierjagd unter genau definierten Bedingungen.
Dieses Jagdmanagement sowie die Bewirtschaftung von einzelnen wildlebenden Pelztierarten ist umstritten, so bei Robbenjagd und Bisambekämpfung. Der NABU-Deutschland akzeptiert die Verwertung der bei bestandsangepasster Fuchsjagd in Deutschland anfallenden Felle. Spätestens seit Inkrafttreten des Washingtoner Artenschutz-Übereinkommens ab 1973 werden fast alle gefleckten Katzen (südamerikanische Wildkatzen, Ozelots, alle Großkatzen) und Otter nicht mehr legal gehandelt. Davon unbenommen sind in der EU der Handel und die Einfuhr von Rauchwaren, Fellen und Pelzbekleidung frei und unbeschränkt möglich.

### Pelztierhaltung

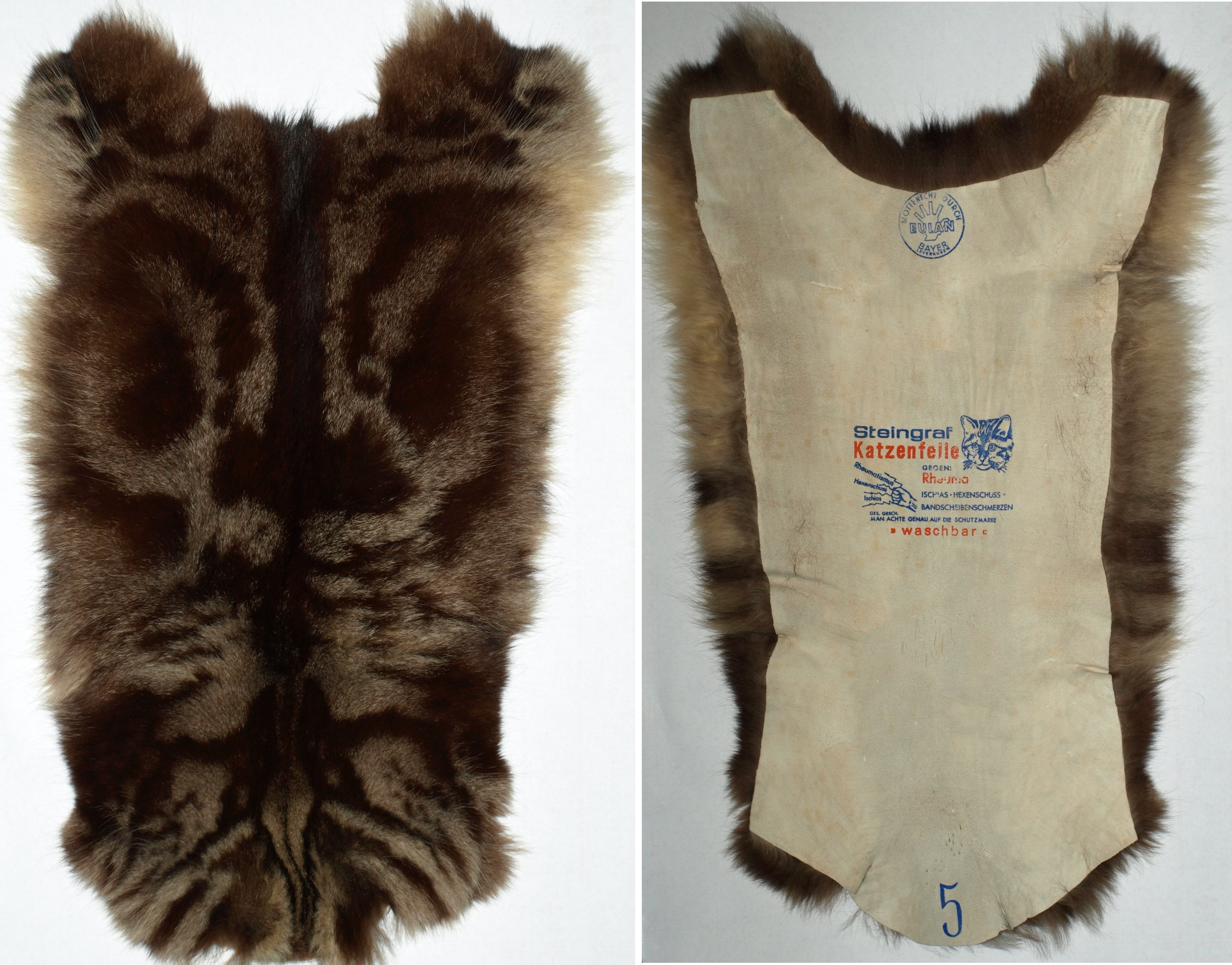
Waschbares Rheuma-Hauskatzenfell

Die Haltung von Pelztieren wird als Aspekt der Landwirtschaft, der Zoologie sowie des Veterinärwesens erforscht, die wissenschaftliche Begleitung der Jagd und Hege von Wildtieren ist Angelegenheit der Vegetationsbiologie wie Forstwirtschaft. Knud Erik Heller von der Universität Kopenhagen befürwortete aufgrund von Untersuchungen des Stressniveaus von Pelztieren etwa eine verdeckte Rückzugsmöglichkeit für Nerze in Käfighaltung, die Käfiggröße als solche habe wenig Einfluss. Die Trageeigenschaften wie die Warmhaltefähigkeit und Temperaturregelung mit und in Pelzen sind von großem Interesse für die Verhaltensforschung sowie bei der Anfertigung entsprechender Kleidung.
In den meisten Staaten fällt die Haltung von Pelztieren unter die allgemeinen Regelungen zur Züchtung sowie zum Schlachten oder Töten von Tieren. Nach § 4 Abs. 1 des Tierschutzgesetzes von 1972 dürften Wirbeltiere „nur unter Betäubung oder sonst, soweit nach den gegebenen Umständen zumutbar, nur unter Vermeidung von Schmerzen getötet werden“. Die Durchführung der Tötung, in der Pelzproduktion als Pelzung bezeichnet, werde von entsprechenden Kenntnissen und Fähigkeiten abhängig gemacht und innerhalb der Ausbildung der Pelztierhalter durch Empfehlungen für tierschutzgerechte Tötung von Pelztieren in Zuchtfarmen nachvollzogen. Für Wildfänge gilt unter anderem die Fallenfangverordnung. Der grenzüberschreitende Handel wird durch das internationale Washingtoner Artenschutz-Übereinkommen geregelt.
Auf europäischer Ebene wurde mit Wirkung zum 31. Dezember 2008 verboten, Katzenfelle und Hundefelle in die Länder der EU ein- oder aus der Union auszuführen; Katzenfelle wurden insbesondere zur Linderung bei Rheumaschmerzen verwendet. Als Grund für das Verbot wird die mangelnde Akzeptanz der Verwendung dieser emotional herausgehobenen Haustiere genannt.
Nationale Regelungen kommen etwa in der Schweiz und Großbritannien zum Tragen, wo es seit Anfang der 1990er Jahre keine Pelztierhaltungen mehr gibt. Die kommerzielle Nutzung lohnt sich nicht mehr, da für diese Wildtiere eine aufwändige Gehegehaltung vorgeschrieben ist. In Österreich ist mit der Verordnung über die Haltung von Pelztieren seit 1998 die Pelztierhaltung zu Erwerbszwecken verboten. Ein europäisches Verbot scheiterte an der Haltung der Skandinavier, insbesondere Finnlands und Dänemarks, wo die Pelzzucht einen wichtigen regionalen Wirtschaftsfaktor darstellt.

### Etiketten zur Herkunft
Seit 2008 organisierte die International Fur Trade Federation, ein Interessenverband von Pelzhändlern, eine Etikettierung von Pelzen mit der Marke „Origin Assured“. Ein solches Etikett zeigte an, dass die Ware von bestimmten Tierarten und aus bestimmten Ländern stammt, in denen „Regulierungen oder Standards“ zur Produktion der Pelze existieren. Bei den Arten, bei denen das Etikett vergeben wurde, wurde teils zwischen Herkunftsländern und Wild- und Zuchttieren, noch nicht jedoch zwischen Betrieben oder Unternehmen, unterschieden. Seit 2003 existiert auch ein von Pelzproduzenten propagiertes Etikett, das anzeigen soll, dass es sich um „Europäische“ (Zitat: Deutsches Pelz Institut) Pelze handelt und dabei die Tierart angibt.
Zum 1. September 2021 wurde weltweit das Warenzeichen „Furmark“ eingeführt. Nach Angabe der Verantwortlichen sind mit Furmark zertifizierte Produkte mit einem eindeutigen alphanumerischen Kennzeichnungscode versehen. Er enthält vollständige Angaben zur Rückverfolgbarkeit, den Pelztyp, die Pelzherkunft, das Tierschutzprogramm, den Hersteller und den Herstellungsort. Die mit Furmark gekennzeichneten Produkte stehen für einheitliche Standards, sie gelten nur für Pelze von wildlebenden Tieren oder von Farmen, welche die führenden Tierschutzprogramme respektieren. Vollständig zertifizierte Produkte müssen von akkreditierten Pelzzurichtern und Färbern verarbeitet werden, die einen festgelegten Standard erfüllen, der Nachhaltigkeit, Einsatz von Chemikalien, Emissionen und Produktsicherheit abdeckt. Dies schließt auch Tests durch Dritte ein. Die zertifizierten Produkte können nur von Unternehmen hergestellt werden, welche die Due-Diligence-Prüfungen von Markenschutz- und Fälschungsschutz-Experten bestanden haben. Es verlautete außerdem: „Jeder Schritt des Prozesses wird über eine für den Kunden zugängliche Rückverfolgungsfunktion aufgezeichnet, um die Transparenz in der gesamten Lieferkette zu gewährleisten. Alle Tierschutz- und Nachhaltigkeitsprogramme verfügen über ein detailliertes, unabhängig entwickeltes und wissenschaftlich fundiertes Protokoll oder einen Standard. Die jeweiligen Programme werden anschließend einer Fremdbewertung unterzogen und von einer anerkannten Zertifizierungsstelle zertifiziert. Die aktive Durchsetzung ist strikt und wird durch Inspektionen und Bewertungen gewährleistet: Betriebe, die die Standards nicht einhalten, werden vom Zertifizierungsprogramm und vom Furmark-System ausgeschlossen.“

## Pelzproduktion

### Qualität
Die Qualität eines Felles hängt von vielen Faktoren ab. Ein besonders dichtes und strapazierfähiges Fell findet sich bei Pelztierarten, die ganz oder zeitweilig im Wasser leben. Je kälter der Lebensraum, desto dichter und seidiger das Haar, ebenso sind Winterfelle qualitativ besser als Sommerfelle. Felle von Kleinraubtieren haben ein zügigeres und damit stabileres Leder als die von Pflanzenfressern. Die höchsten Pelzqualitäten stammen von Winterfellen marderartiger Kleinraubtiere, so dem Nerz. In der Kürschnerfachsprache haben Pelze Haardichten über 400 Haare pro cm², Felle 50–400 Haare/cm², alle darunter liegenden Behaarungsdichten werden als haararme Haut bezeichnet.
Pelze unterliegen einer von verschiedenen äußeren Einflüssen abhängigen, natürlichen Alterung (Temperatur, Lichteinwirkung, Luftfeuchtigkeit, Art der Gerbung). Für die im Lauf der Zeit sichtbar abnehmende Schönheit und Frische des Materials bestand einmal die Umschreibung „sie blühen ab“.

### Verarbeitung

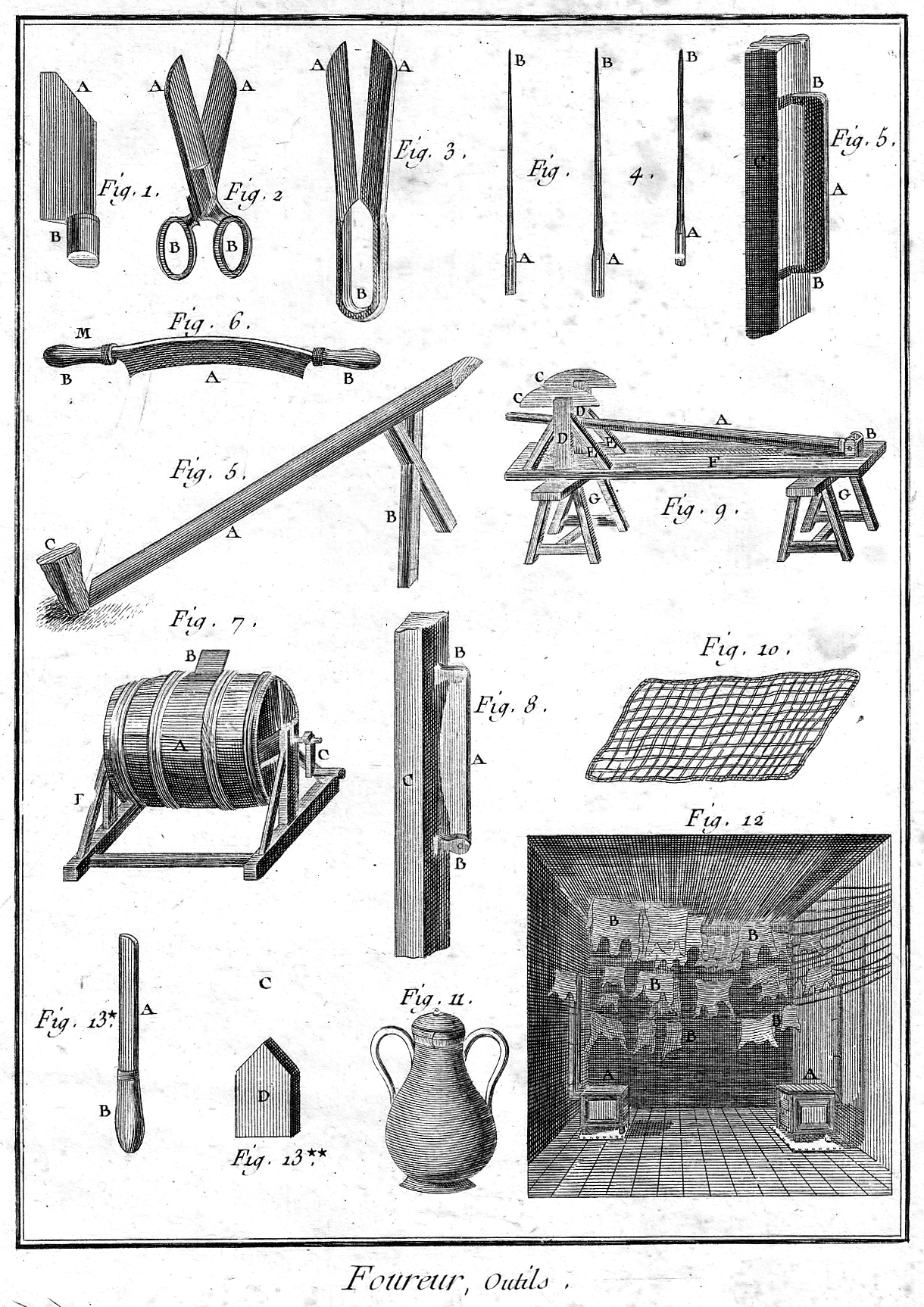
Handwerkszeug des Kürschners und Zurichters, aus der Enzyklopädie von Diderot und d’Alembert 1762–1777

Kürschner verarbeiten Rauch- bzw. Rauwaren, für die Pelzverarbeitung geeignete zugerichtete Tierfelle. 2009 bestanden in Deutschland 825 Betriebe mit 6850 Beschäftigten. Erste Zunftgründungen sind bereits aus dem 12. und 13. Jahrhundert bekannt. Ähnlich wie bei den verwandten Berufen, wie Weißgerber, Täschner, Handschuhmacher und Pergamenter galt die Kürschnerei im Mittelalter wegen des Umgangs mit toten Tieren als unreines Handwerk, dennoch waren Kürschner angesehen und zumeist ratsfähig.
In Asien, insbesondere in Japan oder Indien, hatte dies eine bis heute andauernde Diskriminierung zur Folge (vgl. Buraku und Dalit). Dabei gelten dort nicht die Produkte, sondern die zugehörigen Berufsgruppen und deren Angehörige mit ihren Familien als unrein.
Im Unterschied zum Gerben, dem Zubereiten von rohen Häuten und Fellen zu Leder, werden die Rohfelle zu dauerhaften Pelzfellen zugerichtet. Dafür wird das Fell so konserviert, dass das Haar erhalten bleibt. Das Zurichten versucht verderbliche Fette und Eiweiße durch konservierende und stabilisierende Substanzen zu ersetzen. Aus getrockneten Rohfellen entstehen geschmeidige, strapazierfähige und verarbeitungsfähige Pelzfelle. Die Felle werden entfleischt und das Unterhaut-Bindegewebe wird entfernt, das Pelzleder speziell gegerbt und gefettet. Abschließend werden die Pelzfelle in eine für die Weiterverarbeitung geeignete Form gestreckt, gesäubert und geglättet. Bis etwa 1850 haben die Kürschner ihre Rohfelle selbst zugerichtet, danach wurde die Zurichtung von der eigentlichen Kürschnerei abgetrennt.

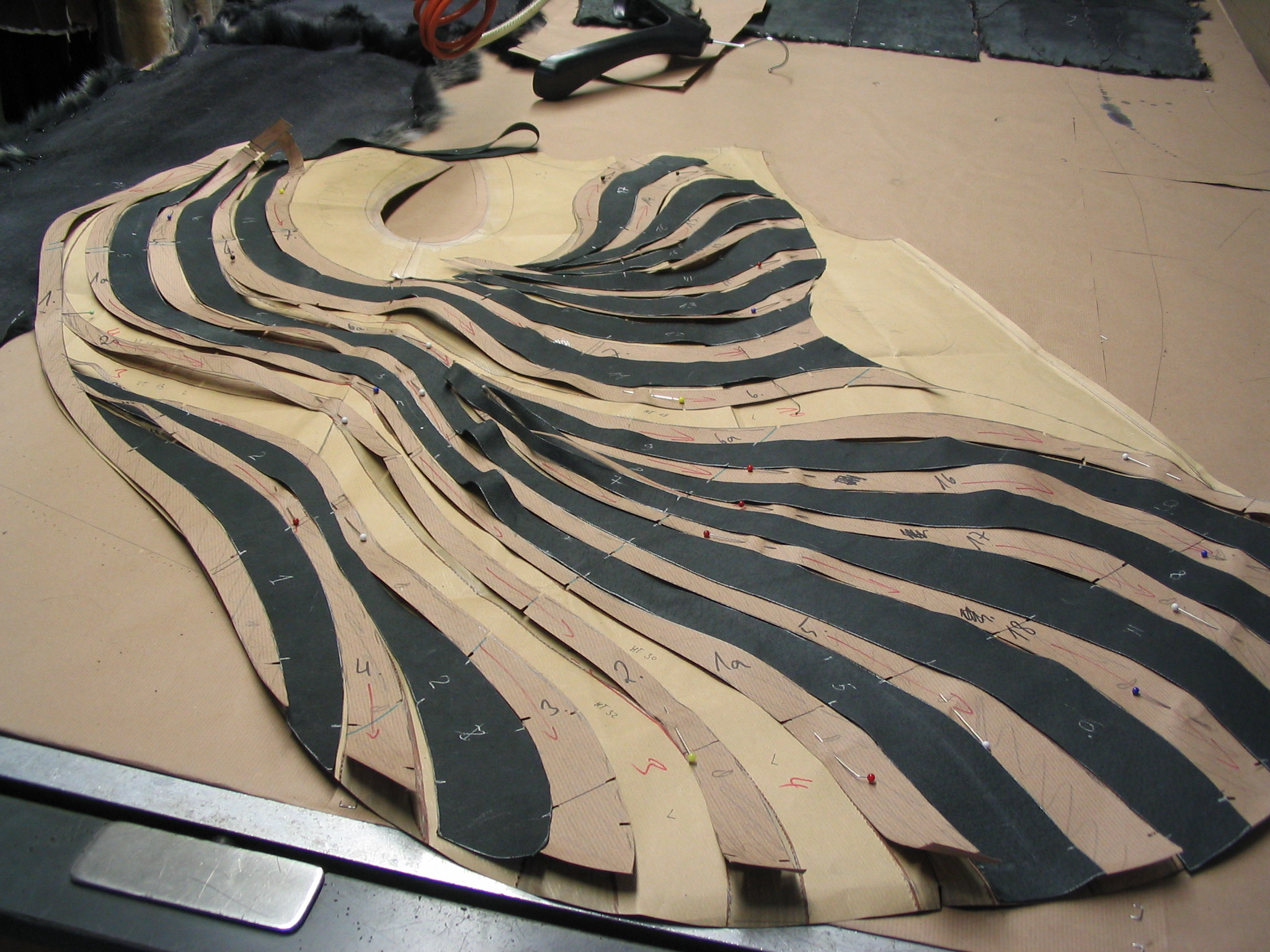
Schnittschablonen für einen Mantel aus Fuchs, Silklamm und Leder
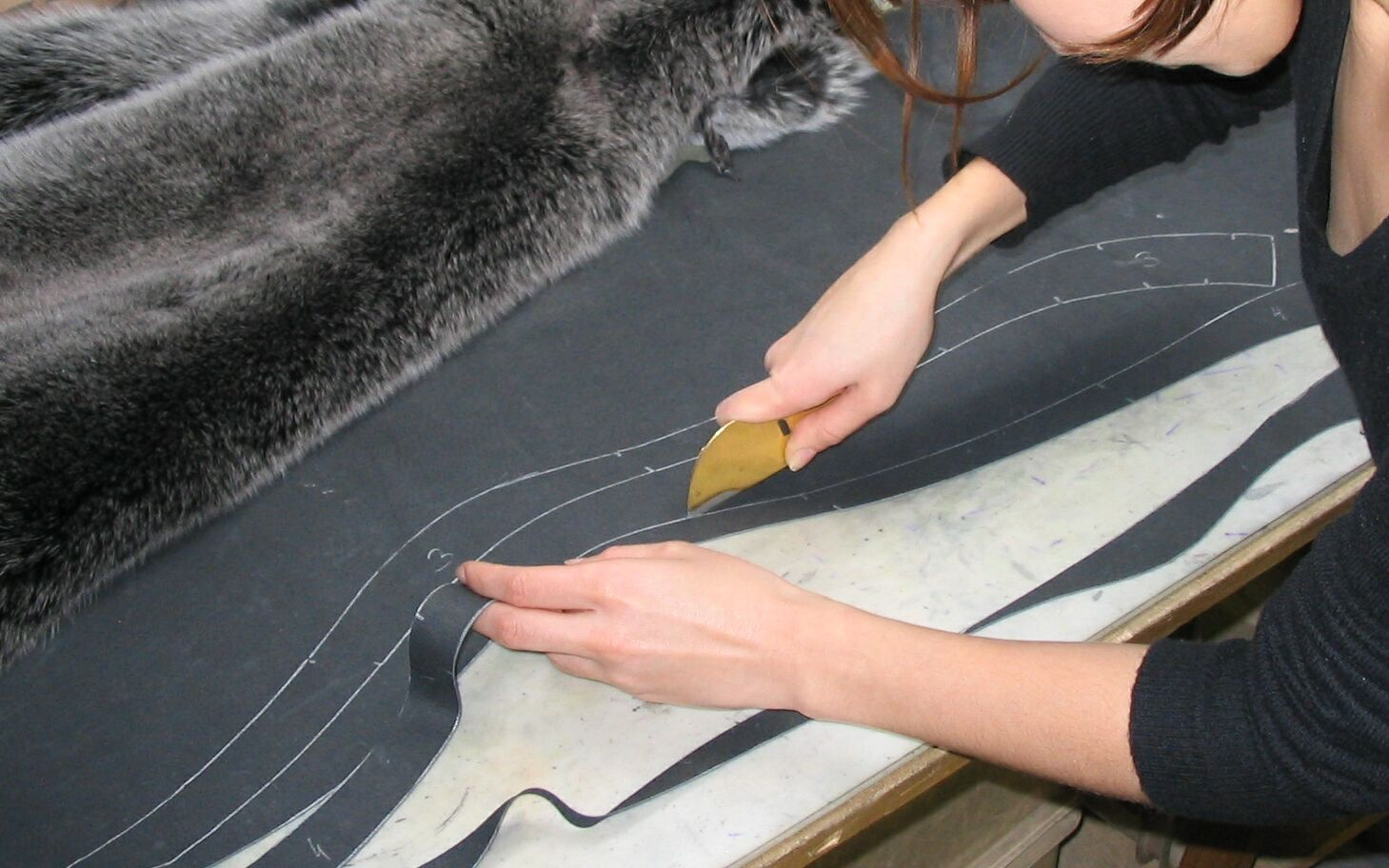
Zuschneiden der Lederstreifen (Galons) in einer Kürschnerei
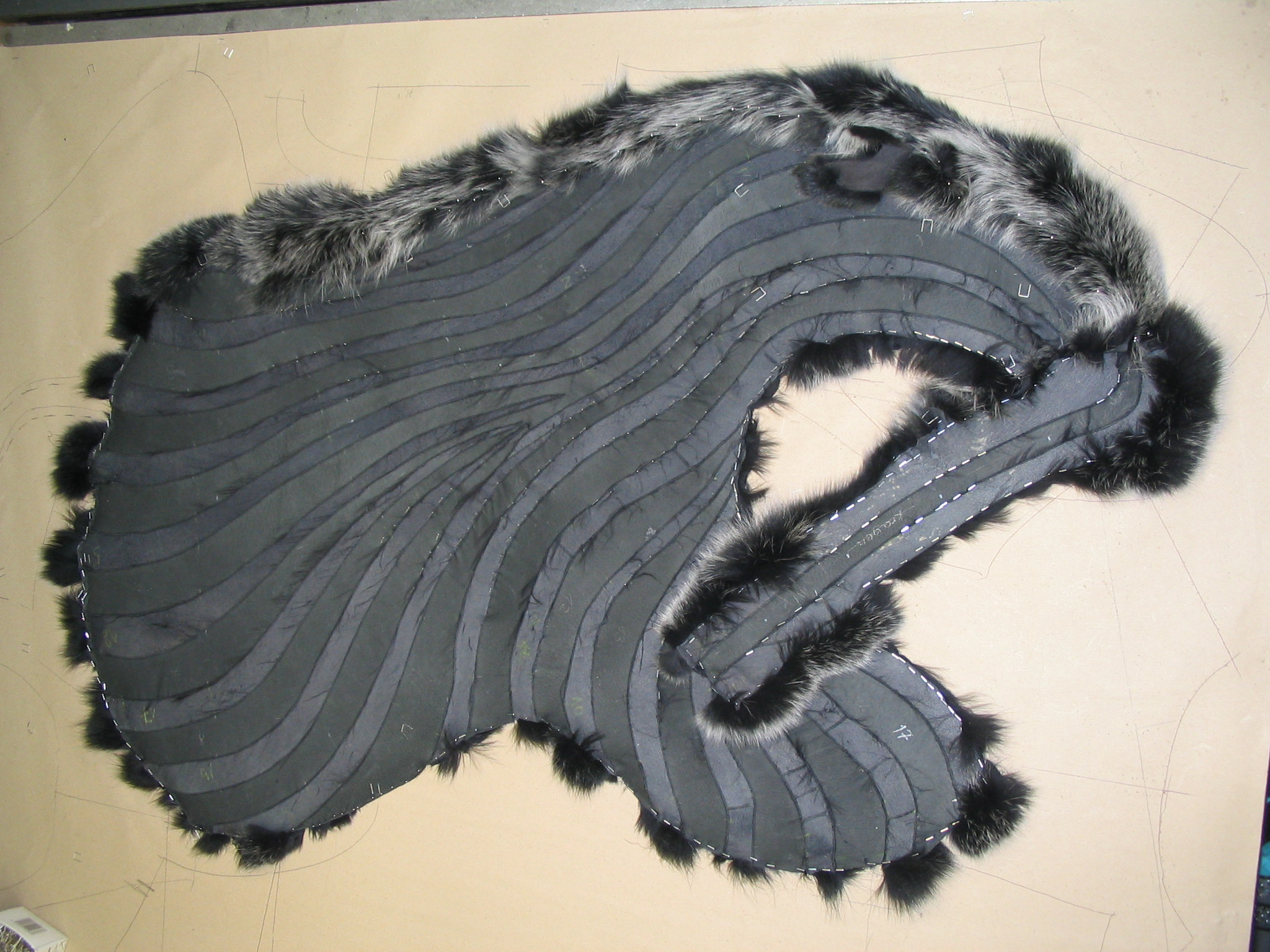
Das Körperteil, genäht und mustergetreu aufgespannt
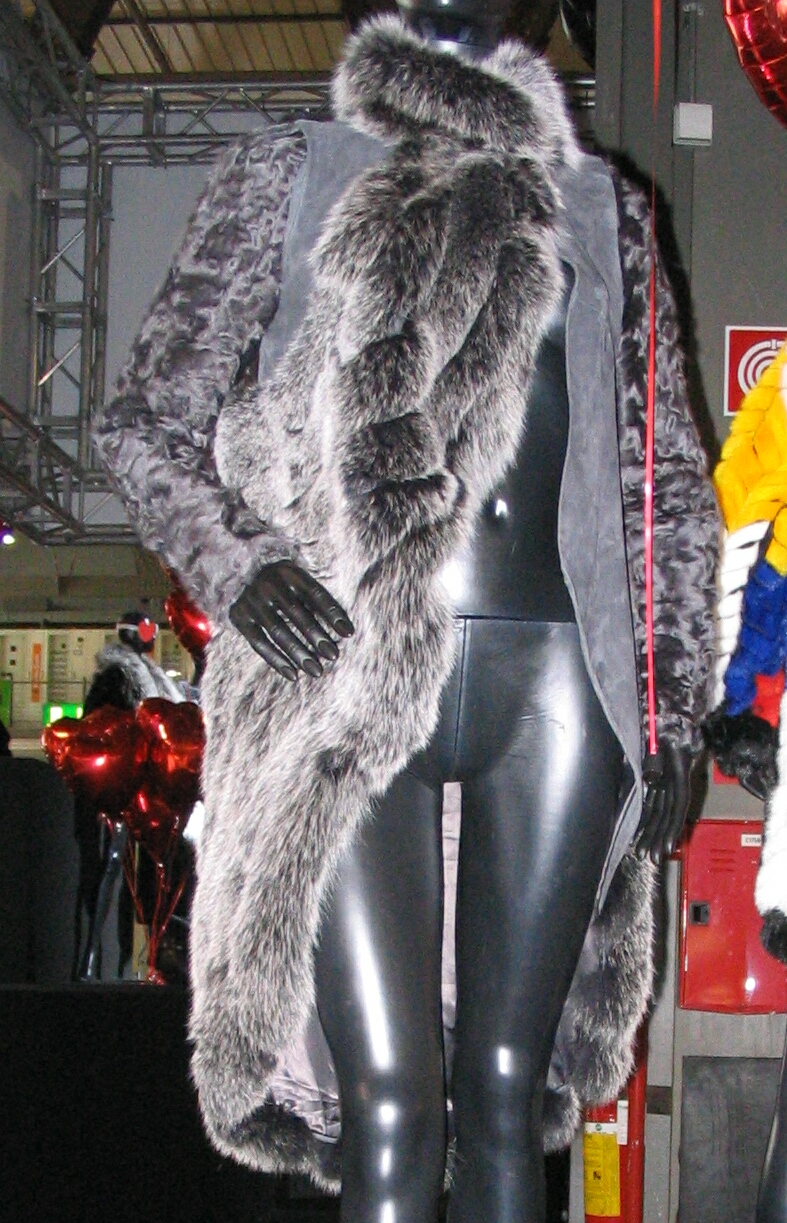
Der fertige Mantel (Guliya Baykieva, 2008)

In weiteren, als „Pelzveredlung“ bezeichneten Arbeitsschritten, können die Felle u. a. zusätzlich gefärbt werden, die Lederseite kann veloutiert oder nappiert werden. Durch Scheren oder Rupfen werden die Felle zu sogenannten „Samtpelzen“ weiter veredelt. Schon in der frühen Neuzeit entwickelte sich eine Arbeitsteilung, bei der Stückwerker und Tafelmeister beschäftigt wurden. Später kamen Pelzhalbfabrikate-Hersteller und die Kürschner für die fertige Pelzbekleidung hinzu. Aufwändige Formveränderungen der verarbeiteten Felle hat es vor dem 18. Jahrhundert kaum gegeben. Mit der Erfindung der Pelznähmaschine um 1872 durch Joseph Priesner (seit 1888 auch mit Kleinmotor) wurde die Verarbeitung von Pelzen erheblich erleichtert und die Pelzbranche expandierte in erheblichem Maß. Nach dem Ende der Ausbildung erfolgte oft eine Spezialisierung der Tätigkeit in den „Schneide“- und den „Nähkürschner“. Für das Nähen mit der Pelznähmaschine erfolgt häufig eine erneute Arbeitsteilung. Dies betrifft insbesondere das Nähen der so genannten „Auslassarbeiten“, des Verlängerns der Felle durch Schnittanlagen.
Zu den Zentren der Pelzverarbeitung gehören bestimmte Regionen in Griechenland und die Türkei. Im deutschsprachigen Raum ist die Pelzbearbeitung klein, mittelständisch und sehr stark regional strukturiert, die verbliebenen Pelztierfarmen finden sich vor allem in Westfalen, Schleswig-Holstein und Niedersachsen. Deutschland (Bundesrepublik und damalige DDR) hatte in den 1960er und 1970er Jahren im Bereich der Pelzveredlungsindustrie eine Spitzenstellung eingenommen.

### Herstellung

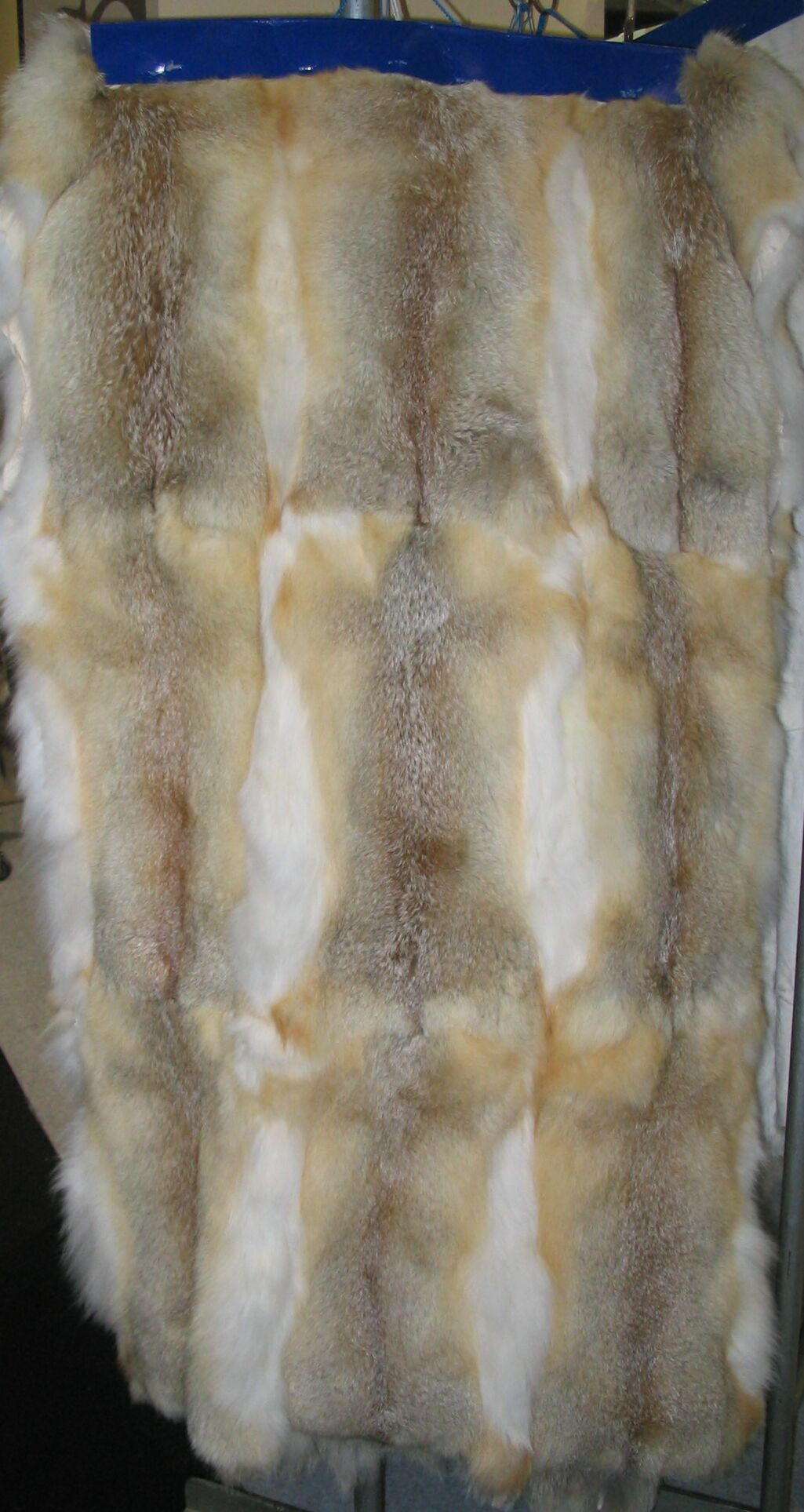
„Tafel“ aus Fuchsfellen

Wie viele Felle für ein einzelnes Pelzteil verarbeitet werden, hängt von der Größe des Fells, der Art des Kleidungsstücks, der Mode und davon ab, wie aufwändig die Form gestaltet wird. Ein gerader Mantel von 100 cm Länge in der Konfektionsgröße 38 hat einen Flächeninhalt von rund 25.000 cm². Nicht direkt verwendete Fellteile wie Schweife, Pfoten oder Kopfstücken werden zu „Tafeln“ zusammengesetzt, aus denen später Kleidungsstücke gefertigt werden. Hauptort der „Body-“ oder Tafelfertigung ist Kastoria in Griechenland.
Nachfolgend die durchschnittlichen Nutzflächen der einzelnen Fellarten mit dem Fellverbrauch für einen geraden Mantel.
| Fachbezeichnung                                                  | cm²   | Stück Felle | Kommentar |  |
| ---------------------------------------------------------------- | ----- | ----------- | --- |  |
| Bisam                                                            | 600   | 46          | Zumeist werden Wamme (Bauch) und Rücken getrennt verarbeitet. |  |
| Chinchilla                                                       | 420   | 64          | |  |
| Feh                                                              | 350   | 80          | Zumeist werden Wamme (Bauch) und Rücken getrennt verarbeitet. |  |
| Europäischer Rotfuchs                                            | 2.520 | 10          | |  |
| Edelfüchse Blaufuchs, Silberfuchs; nicht der kleinere Polarfuchs | 3.200 | 8           | Durch Zwischensetzen von durch die Haare ganz oder teilweise verdeckten Lederstreifen (Fachbegriffe: galonieren, federn) lässt sich die Fellzahl bis auf drei oder weniger reduzieren. |  |
| Kanin                                                            | 700   | 38          | |  |
| Luchs                                                            | 3.150 | 9           | Zumeist werden Wamme (Bauch) und der Rücken getrennt verarbeitet. |  |
| Nerz, „Females“ (weibliche Felle, Fähen)                         | 1.000 | 28          | |  |
| Nerz, „Males“ (männliche Felle, Rüden)                           | 1.350 | 20          | |  |
| Nutria                                                           | 900   | 30          | |  |
| Neuseeländisches Opossum                                         | 880   | 32          | |  |
| Persianer (oder Karakul)                                         | 1.400 | 18          | |  |
| Zobel                                                            | 450   | 58          | |  |

### Umgestaltung
Pelze können mehrfach umgestaltet werden. Da der Pelz aus einzelnen Fellen zusammengefügt wurde, lässt er sich durch eine Neuaufteilung der Felle umformen. Motivation für eine Veränderung sind hauptsächlich der Modewandel, Figurveränderung, Wechsel des Besitzers oder die Beseitigung von Tragespuren. Bei der Umarbeitung kann das Teil gleichzeitig modisch neu eingefärbt und damit auch eventuell eingetretene Farbveränderungen überdeckt werden, die Haarstruktur kann durch Färben oder Scheren verändert werden. Eine weitere Veränderungsmöglichkeit besteht in der Umformung in ein Pelzinnenfutter, eine Decke oder ein Fellplaid. Die Umgestaltungsmöglichkeit ist jedoch durch die natürliche Alterung von Pelzen begrenzt.

### Pelzaccessoires
Zu Accessoires aus Pelz gehören unter anderem Pelzkolliers, Muffe, Pelzhandschuhe, Pelzstolen und Boas sowie Pelzhüte, Pelzstiefel und Pelztaschen. Unterbekleidung und Leibwärmer, heute vor allem aus elastischen natürlichen Fasern wie Angorawolle, wurden bis in die 1970er-Jahre auch aus Katzenfellen hergestellt. Aus pelzbesetzter Überbekleidung wie Schauben und Gollern von Amts- und Würdenträgern entwickelten sich noch heute getragene Amtstrachten und Mantelmoden. Die schweren Chauffeur- und Fahrermäntel der 1920er Jahre wurden zum Statussymbol bei Collegestudenten.

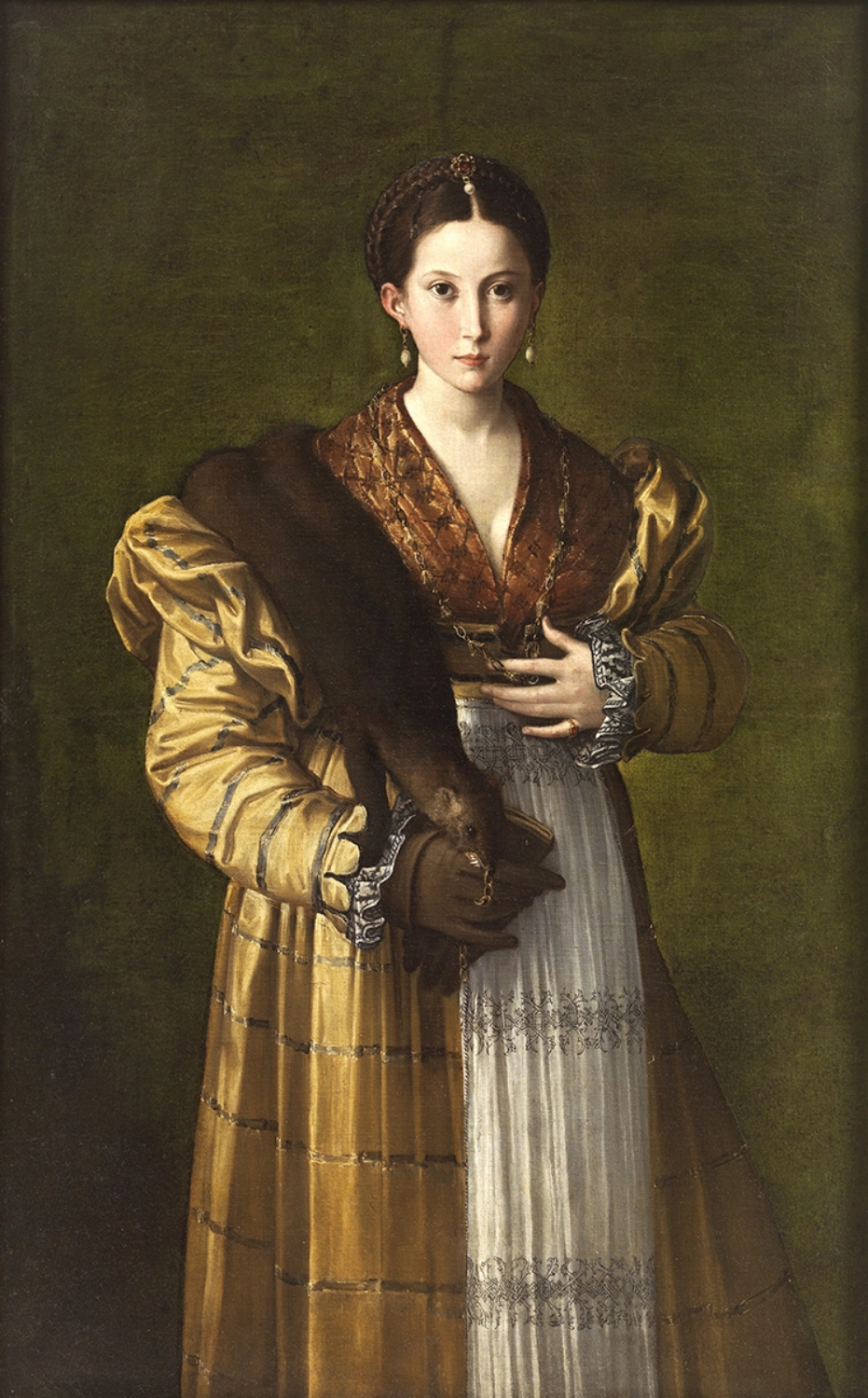
Dame mit „Flohpelz“, wahrscheinlich Zobel ca. 1595
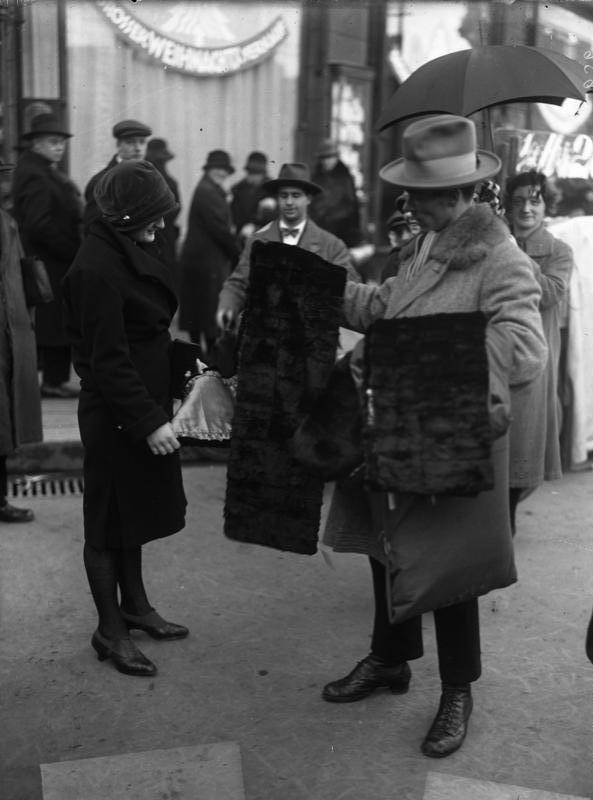
Straßenverkauf von Pelzstolen, Berlin 1923
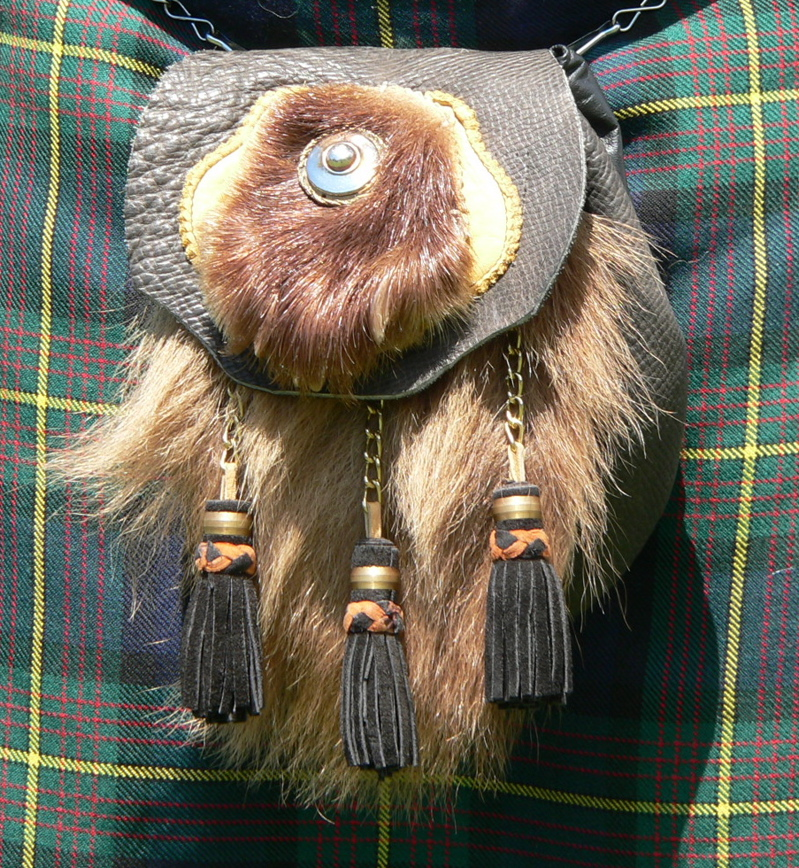
Ein Sporran, pelzbesetzte Tasche der schottischen Männertracht
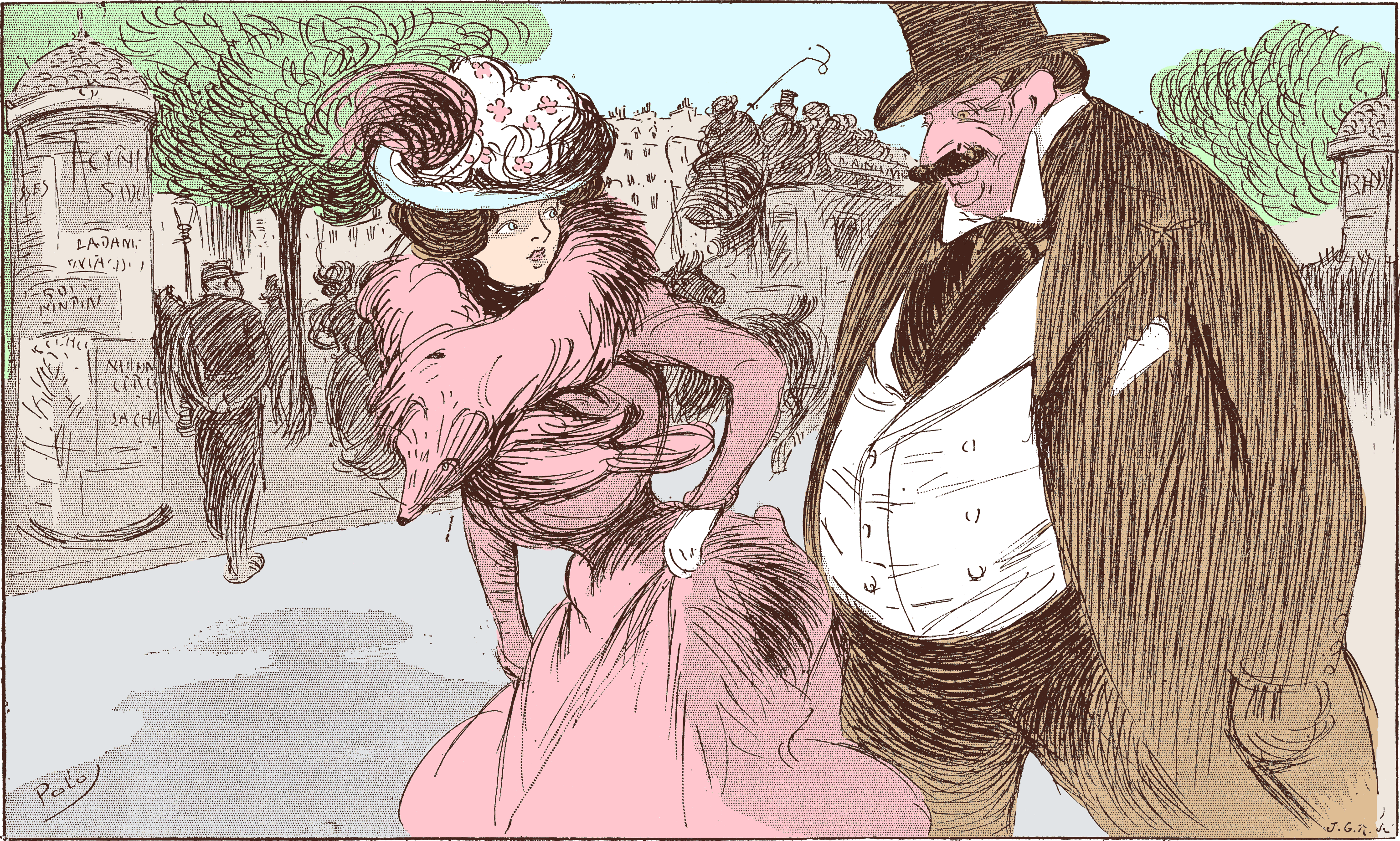
Pelzboa, Karikatur 1900

Ein Wechsel zwischen Funktionalität und Status oder Symbolgehalt kommt ebenfalls bei den sogenannten „Pelzkolliers“ mit ausgearbeiteten Köpfen und am Fell belassenen Pfoten und Schwänzen zum Tragen. Sie gehen unter anderem auf die in der Renaissance weitverbreiteten Zibellini zurück. Die Trageweise wurde später als Form einer Flohfalle interpretiert und wurde damals wie heute ohne Bezug zu Flohbefall immer wieder in der Kleidungsmode aufgegriffen.
Stolen und Boas sind Bestandteile der Abendgarderobe. Die Verwendung bei Prostituierten brachte zeitweise ganze Pelzarten wie den Silberfuchs in Verruf. Silberfuchspelze aus Wildfängen galten um 1900 als König der Pelze und Statussymbol der Oberschicht. Der Preis sank kurz vor dem Zweiten Weltkrieg aufgrund der Möglichkeit und Ausweitung der Züchtung von unerschwinglichen £ 500,- auf 50 bis 60 Schilling. Billige Stolen und Pelzboas aus Silberfuchs wurden Teil der „Straßenmädchen-Uniform“ und waren für bürgerliche Frauen, die auf sich hielten, tabu.

## Wirtschaftliche Bedeutung

### Umsatz und regionale Schwerpunkte

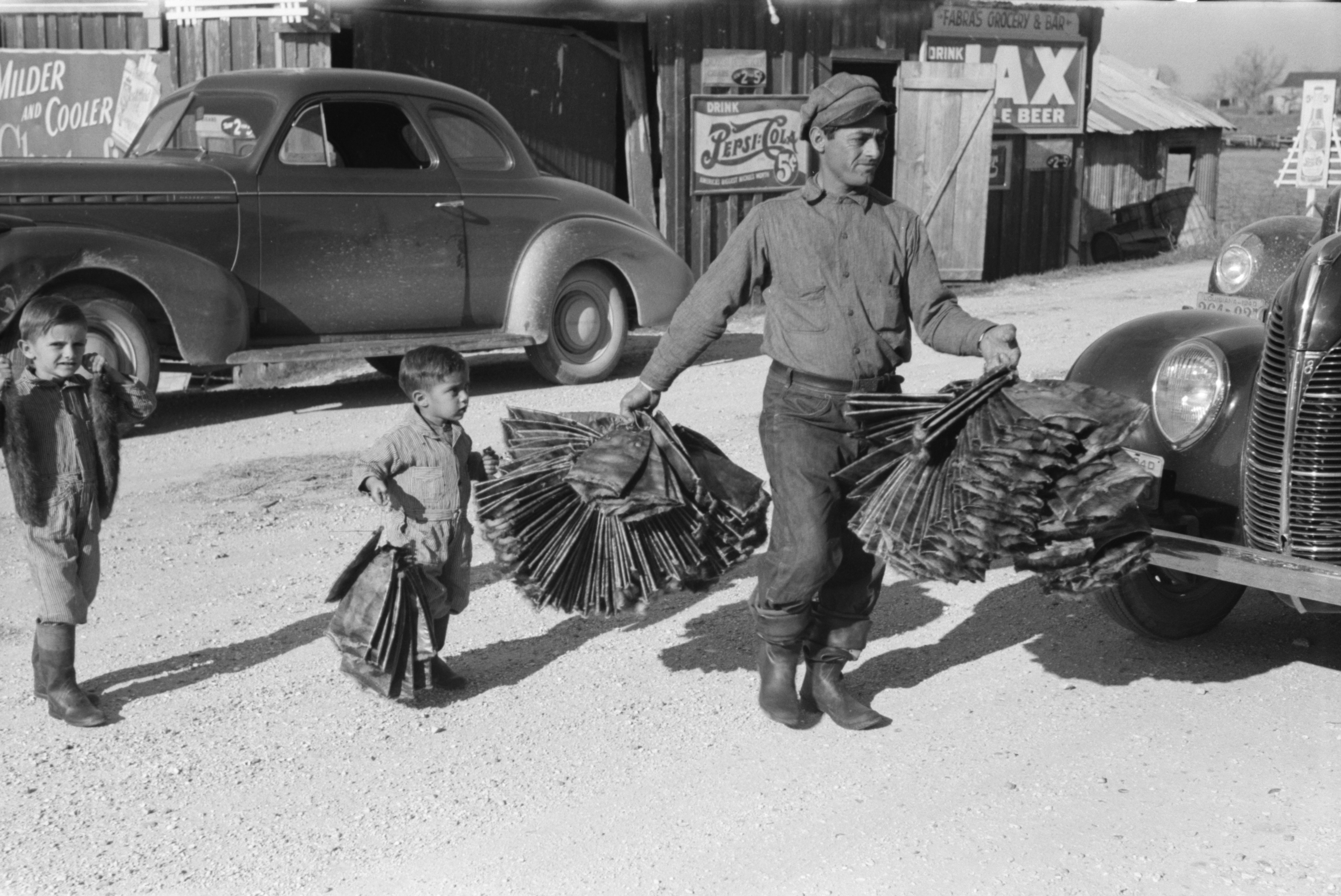
Trapperfamilie auf dem Weg zu einer Auktion, USA 1941

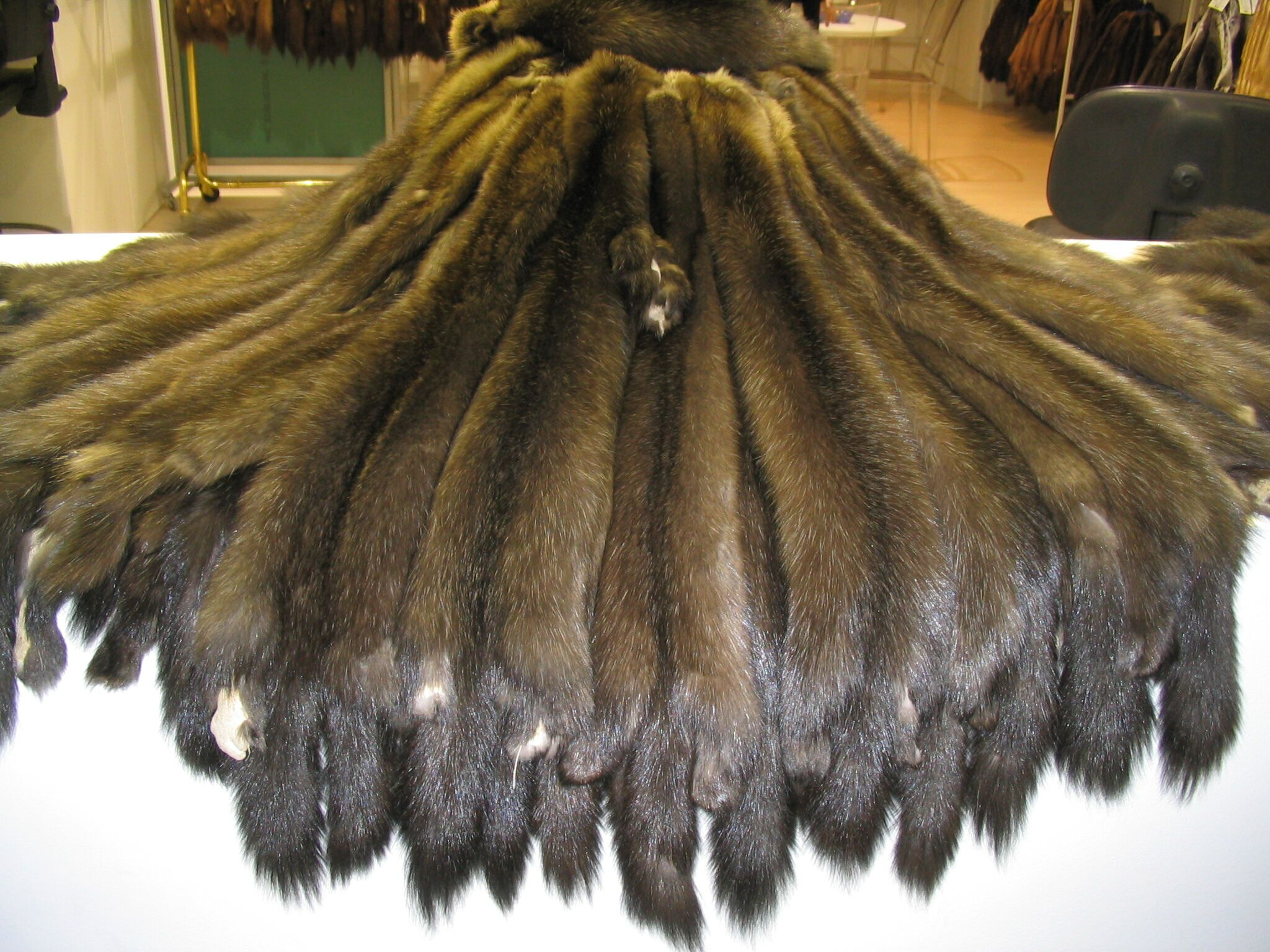
Zobelfelle auf einem Messestand

Der Welt-Jahresumsatz der gesamten Pelzwirtschaft wurde vom internationalen Pelzhandelsverband im Jahr 2012 bei mit 15,1 Milliarden US-Dollar angegeben, davon entfallen 4,5 Milliarden auf die Länder der Europäischen Union. Er erreichte damit ein neues Rekordhoch. Insgesamt werden pro Jahr etwa 90 Millionen Felle verarbeitet, davon 28 Millionen Nerzfelle und 4 Millionen Fuchsfelle. Die heute genutzten Fellarten kommen nach Angaben des deutschen Pelzinstituts zu 46,9 % aus Zucht und Farmhaltung (so Chinchilla, Nerz, Marderhund), zu 37,6 % aus Weide- und Stallhaltung (so Lamm, Ziege, Kalb) und zu 15,5 % aus Jagd und Hege (u. a. Bisam, Nutria, Rotfuchs, Waschbär und neuseeländisches Opossum).
In etwa 6500 Pelztierfarmen in der EU sind ungefähr 30.000 Mitarbeiter, in der gesamten europäischen Pelzbranche etwa 164.000 beschäftigt. Dabei gibt es regionale Schwerpunkte. So werden die meisten Nerze in Skandinavien, Italien, den Niederlanden und Dänemark, in China, den USA und in Russland gezüchtet. Bei der Konfektion von Pelzkleidung haben Griechenland, Italien, Spanien und Deutschland eine führende Rolle in der Europäischen Union.
Pelztierhaltung und Wildfang ermöglichen in abgelegenen Regionen mit extensiver Agrarnutzung und klimatischen Herausforderungen eine Existenz oder einen Zuverdienst. Für indigene Ethnien wie Eskimos und Samen stellen Jagd, Fischerei und Tierzucht, und der damit verbundene Handel, nach wie vor eine wichtige Einnahmequelle dar. In Nordamerika gibt es etwa 200.000 Trapper und Fallensteller, der überwiegende Teil arbeitet in Teilzeitbeschäftigung. In Kanada sind etwa die Hälfte der Pelztierjäger aus dem Umfeld der First Nations, die Pelztierzucht spielt mangels einer dauerhaften Futterquelle eine eher geringere Rolle, mit einigen Ausnahmen, etwa bei den Wikwemikong auf der Insel Manitoulin.

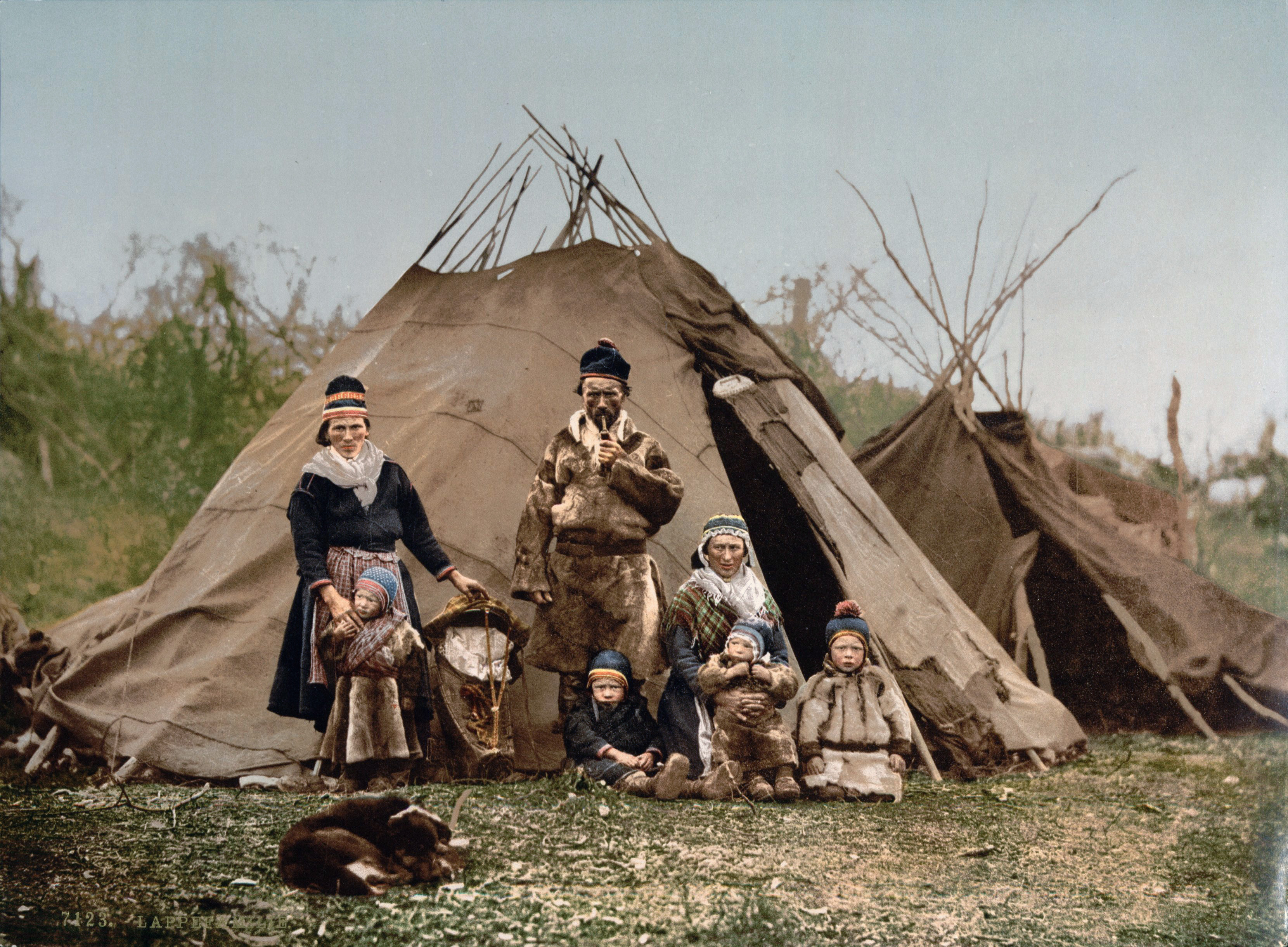
Norwegische Saami mit Kleidung aus Rentierfellen, 1900

Eine wesentliche Grundlage für die Pelztierzucht ist demgegenüber in Skandinavien und Holland die Weiterverarbeitung von mehreren Hunderttausend Tonnen Fleisch und Fisch aus der Nahrungsmittelindustrie als Pelztierfutter.
Die steigende Nachfrage nach „ökologisch“ hergestellten Produkten hat Marketingstrategien auf den Plan gerufen, die Pelze aus „nachhaltiger“ Jagd auf Wildtiere vermarkten. Die Reaktionen auf insbesondere kanadische Initiativen wie Fur is Green der Friendly Fur waren in Deutschland nach dem Motto Kann ein Pelzkragen Öko sein eher verhalten. Unter den klassischen eher jagdskeptischen Umweltschutzorganisationen unterstützt vor allem der WWF solche Ansätze.
Die Situation am Weltmarkt 2009 beschreibt ein erfahrener Auktionator wie folgt: „Der Pelzhandel hat sich heute gewandelt, er wird mehr von großen Pelzfabriken beeinflusst als von Maklern und Kürschnern. Der Hauptmarkt hat von Europa und Nordamerika zum Pelzhandel in China und Russland gewechselt.“ (Erik Neergard von Kopenhagen Fur) Der internationale Pelzverband IFF gibt den weltweiten Einzelhandelsumsatz für 2011/12 mit US$ 15,6 Milliarden an, das entspricht einer Erhöhung um 44 Prozent in den letzten 10 Jahren. Das Wachstum beruht größtenteils auf der chinesischen Nachfrage in Höhe von US$ 5,6 Milliarden, was einer Verdreifachung in den letzten 10 Jahren entspricht und damit jetzt die europäische Nachfrage übertrifft. Für 2013 ergeben sich folgende Einzelhandelsumsätze: Asien US$ 5,6 Milliarden (35 Prozent des weltweiten Gesamtumsatzes), Europa US$ 4,4 Milliarden (28 Prozent), Eurasien (Russland, Türkei, Ukraine und Kasachstan) US$ 4,3 Milliarden (27,5 Prozent).

### Abnehmer und Messen
Nach 2000 hatte ein zunehmendes Interesse in Russland und China Einfluss auf den gesamteuropäischen Pelzeinzelhandel und die zugehörigen Handelsmessen. Die Messe MEXA MOSKAU gab im Jahr 2009 den Pelzumsatz für Russland mit rund 2,5 Milliarden US-Dollar an. Knapp die Hälfte der Lieferungen stammte aus der Türkei und ein Viertel aus China. Dort ist seit 1990 eine erhebliche Zahl von Pelzfarmen entstanden. Der Rest teilt sich zwischen Italien, Griechenland und Deutschland auf. Zusätzlich zu den im eigenen Land gewonnenen Fellen bezieht Russland die Rohware insbesondere aus Skandinavien und Litauen und hat mit der MEXA MOSCOW eine eigene Fachmesse etablieren können.
Die Hong Kong International Fur & Fashion Fair vergrößerte im Jahr 2010 ihre Ausstellungsfläche von 27.000 ² auf 38.000 m² gegenüber dem Vorjahr. Die China Fur & Leather Fair in Peking umfasste im gleichen Jahr 28.000 m², 7,7 % mehr als im Vorjahr. Die Frankfurter Pelzmesse „Fur & Fashion“ hatte sich in den letzten Jahren erheblich verkleinert und wurde nach 2008 zugunsten der „Mifur“ in Mailand geschlossen. In Deutschland hat sich ein Teil des Einzelhandels vom Pelzfachgeschäft zu Textilanbietern gewandelt.

## Status- und Machtsymbol
Mit der Bildung der stehenden Heere und der Verbesserung der Produktionsmöglichkeiten der Textilmanufakturen kam es von der Mitte des 17. bis in das 18. Jahrhundert zur breiten Einführung militärischer Uniformen bei intensiver Wechselwirkung mit der zeitgenössischen Zivilmode.

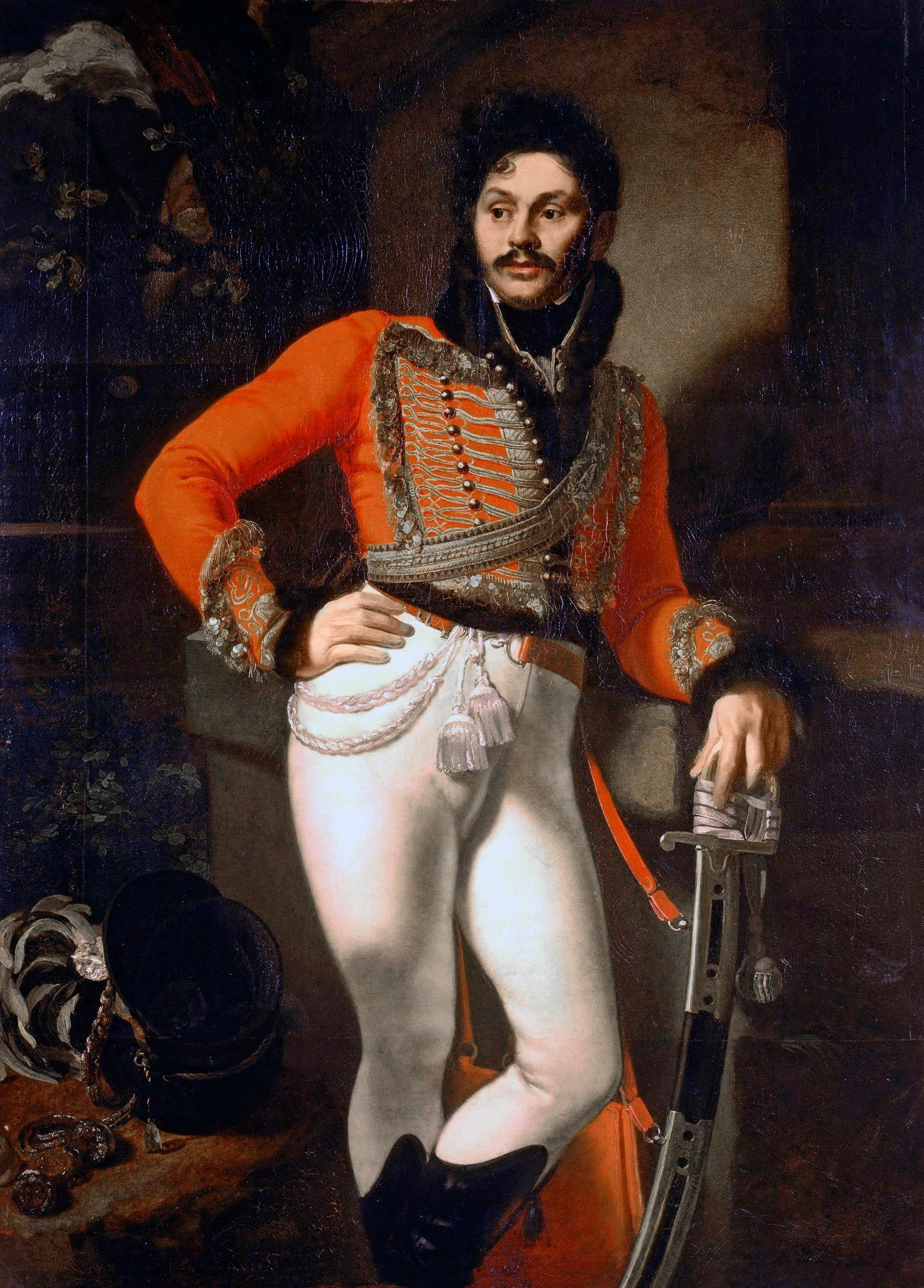
Russischer Oberst mit pelzbesetztem Dolman (1809)

Zur von der ungarischen Nationaltracht abgeleitete Uniform der nach dem 18. Jahrhundert in verschiedenen europäischen Ländern aufgestellten Husarentruppen gehörte eine Pelzmütze (Kalpak), eine eng anliegende Hose und der Dolman, eine verschnürte Pelzjacke sowie „Überjacken“.
Die Pekesche war ein mit Pelz verbrämter Überrock der polnischen Nationaltracht. Beim Novemberaufstand von 1830 wurde er von den polnischen Freiheitskämpfern teils aus Patriotismus, teils aus Pragmatismus insbesondere bei der Reiterei als Teil der improvisierten Uniform verwendet. Nach dem Scheitern des Aufstandes gingen viele von ihnen ins preußische Exil, wo die Pekesche im Gefolge der damaligen Polenschwärmerei als Teil der studentischen Tracht übernommen wurde.
Die hohen, pelzbesetzten Grenadiermützen, die Ende des 17. Jahrhunderts bei den Grenadierkompanien der französischen Infanterie eingeführt wurden, machten Pelzmützen bald zu einem allgemeinen Symbol militärischer Eliten. Diese Entwicklung fand in der Grande Armée Napoleons einen Höhepunkt, wobei sich jedoch dort bereits die Verwendung meist auf die Paradeuniform beschränkte. Garden und Elitekompanien der Linientruppen trugen bei Leichter Kavallerie und Artillerie zu Pferde den Kalpak. Frankreich wirkte hier auch über die endgültige Niederlage von 1815 hinaus selbst bei seinen Feinden stilbildend: Die Bärenfellmützen wurde unter anderem von der britischen Gardeinfanterie übernommen und wird heute noch für repräsentative und zeremonielle Anlässe eingesetzt. Die Mützen werden aus Bärenfellen gefertigt, die Unterstützungsprogrammen für die kanadischen Inuit entstammen.
Beim Raupenhelm war die Helmraupe oft nur für Offiziere aus Pelz, während für die Mannschaften meist nur Wolle verwendet wurde.
Die russische Uschanka (insbesondere im Beitrittsgebiet manchmal auch umgangssprachlich „Schapka“ genannt), eine für extreme kalte Wetterverhältnisse geeignete Kopfbedeckung, stammt eigentlich aus Finnland. Sie wurde nach dem Winterkrieg 1939/40 als russische Militärmütze adaptiert und über die ehemaligen Staaten des Warschauer Paktes hinaus international verbreitet. Nicht nur in Deutschland ist diese Form der Ohrenklappenmütze als „Uschanka“ zum Inbegriff der Russenmütze geworden, ein 1974 bei einem Russlandbesuch entstandenes Bild von US-Präsident Gerald Ford mit einer von den Gastgebern überreichten Uschanka aus Pelz ging als Symbol der Entspannungspolitik um die Welt.

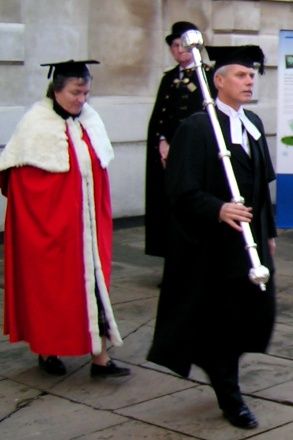
Kaninfellbesetzte Amtstrachten der Universität Cambridge (21. Jahrhundert)

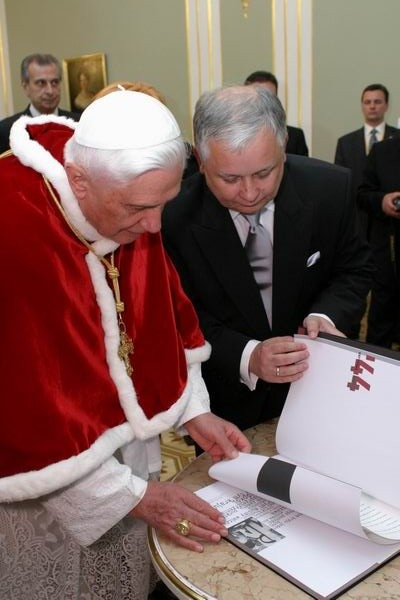
Hermelinverbrämte Mozetta Benedikts XVI. (mit Zierkapuze)

Mobutu Sese Seko, von 1965 bis 1997 als Präsident Zaires, stilisierte sich als „Leopardenmensch“ und trug bei öffentlichen Auftritten eine Mütze, die seine Zugehörigkeit zu entsprechenden Geheimbünden symbolisierte.
Ein gewisses Aufsehen erregte Benedikt XVI. mit der Verwendung modischer Accessoires und symbolträchtiger Kleidungsstücke wie der Mozetta und des Camauro. Das „reine Weiß“ des dabei verwendeten Hermelin- und Wiesel-Winterfells war als Symbol der Makellosigkeit seit dem frühen Mittelalter ein Kennzeichen fürstlicher wie richterlicher Gewalt und Bestandteil und Kennzeichen von Krönungsornaten und vielfältiger heraldischer Symbolik.
Die Verwendung von Pelzen und Fellteilen für Dekorationen und Wandbehänge gehen neben der Ausstellung von Jagdtrophäen insbesondere auf kunsthandwerkliche Leistungsschauen und Messeobjekte zurück.

## Geschichte
In der jüngeren Steinzeit gab es Mützen und Accessoires aus Pelz sowie Pelzfutter als Kleidungselemente. Sie wurden im Zusammenspiel mit Bast und Wolle gebraucht.
Die älteste Darstellung eines Pelzes ist wahrscheinlich eine aus einem Stoßzahn geschnitzte Frauenfigur, etwa um 12.000 v. Chr. Die im sibirischen Buret gefundene Frauenstatuette trägt Jacke, Hose und Kapuze, die darauf befindlichen Kerben werden als Pelz gedeutet, als einer Pelztracht, wie sie auch in der Neuzeit dort noch getragen wurde. Statuetten aus dem sibirischen Malta weisen aufgemalt eine ähnliche Pelzkleidung auf.
Die wahrscheinlich älteste erhaltene Pelzbekleidung sind die kupferzeitliche Bärenfellmütze und Ziegenfelljacke des Manns vom Tisenjoch, Ötzi. Seine Schuhe hatten Fellsohlen und Hirschfellobermaterial, einen Innenschuh aus Lindenbastgeflecht und eine Isolierungsschicht aus Grasfasern. Er trug die Fellseite der Jacke nach außen, die helle und dunkle Fellstreifen kombinierte. Die Mütze bestand aus Wolfsfell. Ein mitgeführtes Grasgeflecht wird als Übermantel oder Regenschutz interpretiert. Die Beinkleider bestehen aus vielerlei Fellstücken der Hausziege, die mit Tiersehnen in der bis heute in der Kürschnerei gebräuchlichsten, einfachen überwendlichen Naht zusammengefügt sind.
Erste Aufzeichnungen über den Handel mit Rauchwaren findet man in China aus der Zeit um 2000 v. Chr.

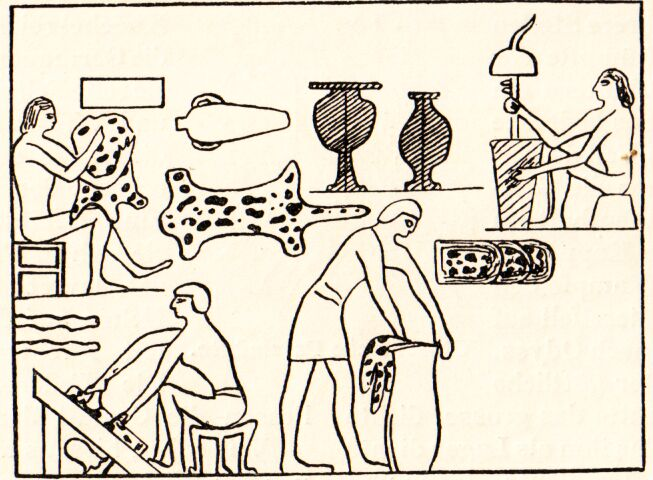
Darstellung der Pelzverarbeitung in Ägypten, ca. 3500 v. Chr.
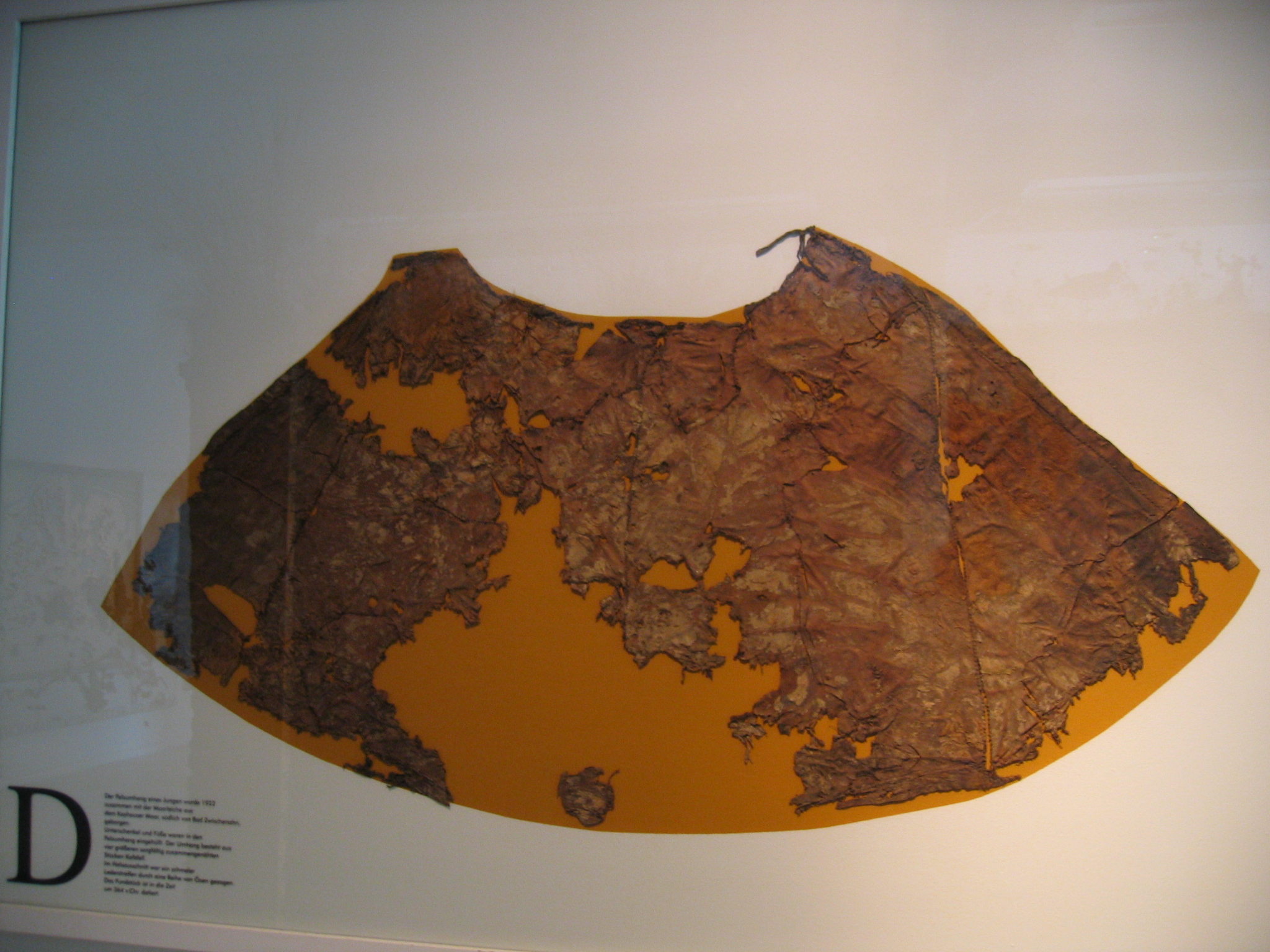
Kalbfellumhang der Moorleiche von Kayhausen, ca. 364–350 v. Chr.

### Antike
Mit Pelzen wurden in der griechischen Antike militärische und zivile Würdenträger gekennzeichnet, etwa in der Ilias. Hier überwog allerdings die inhärente Symbolik des lebenden Tieres: Die griechischen Heerführer Agamemnon und Nestor waren zuweilen in Löwenfelle gehüllt, Menelaos trug ein Leopardenfell. Der einfache Trojer Dolon trug einen mit Otterfell besetzten Helm und einen Wolfspelzmantel. Weniger kostbare Felle von Schafen und wilden Büffeln dienten den Kriegern als Lagerstätte.
In Caesars Gallischem Krieg wird die germanische Pelzkleidung als einfacher Überwurf, der den Körper teilweise freiließ, beschrieben. Tacitus berichtet in seinen Annalen von einem germanischen Fellüberwurf namens „Reno“. Gelegentlich wurden einfache Schaf- oder Wolfsfelle mit kostbareren Pelzen besetzt und verbrämt.

### Entwicklung des Handels
Der Pelzhandel spielte, entgegen verbreiteten Vorstellungen, während der Völkerwanderung eine äußerst geringe Rolle. Während der Karolingerzeit standen Pelze in geringem Ansehen, einen Fernhandel gab es nicht. Daher waren die Pelze von regionaler Herkunft, wie die Kapitularien ausweisen. Hingegen lässt sich im 8. und 9. Jahrhundert im muslimischen Bereich eine erste Pelzmode festmachen, das Material dazu lieferten die russischen Tierbestände. Ab dem 10. Jahrhundert erschienen, zunächst in Süditalien, auf Sizilien, in Katalonien, Kastilien erstmals Kürschner. Im 11. Jahrhundert war Pelzluxus verbreitet, die Kürschner erhielten ab dem 12. Jahrhundert einen höheren Rang in den städtischen Gesellschaften. Gegen Ende des 13. Jahrhunderts erhielten Gefolgsleute großer Herren zu Ostern und Weihnachten eine pelzbesetzte Diensttracht. Ab Mitte des 14. Jahrhunderts sorgten Luxusordnungen dafür, dass bestimmte Pelze dem Adel vorbehalten blieben. Sie durften von Nichtadligen nicht getragen werden. Am Ende des 14. Jahrhunderts gewann der Marder gegenüber Feh an Ansehen, im 15. Jahrhundert standen bei der Damenmode Hermelin, weißes Wiesel und weißes Lamm an oberster Stelle.

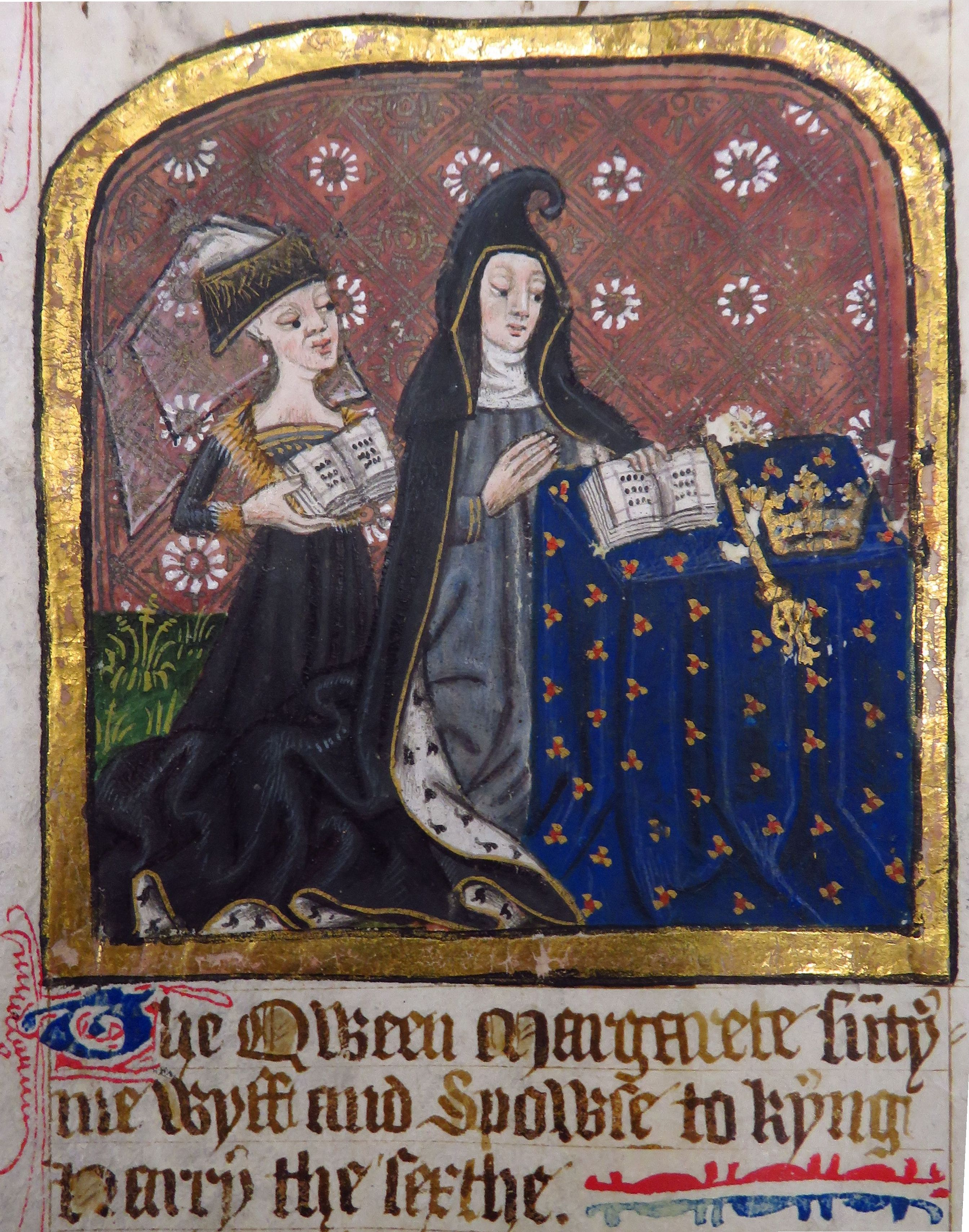
Margarete von Anjou in einer Illustration aus dem Books of the Skinners Company, der Londoner Kürschnerzunft (1422)

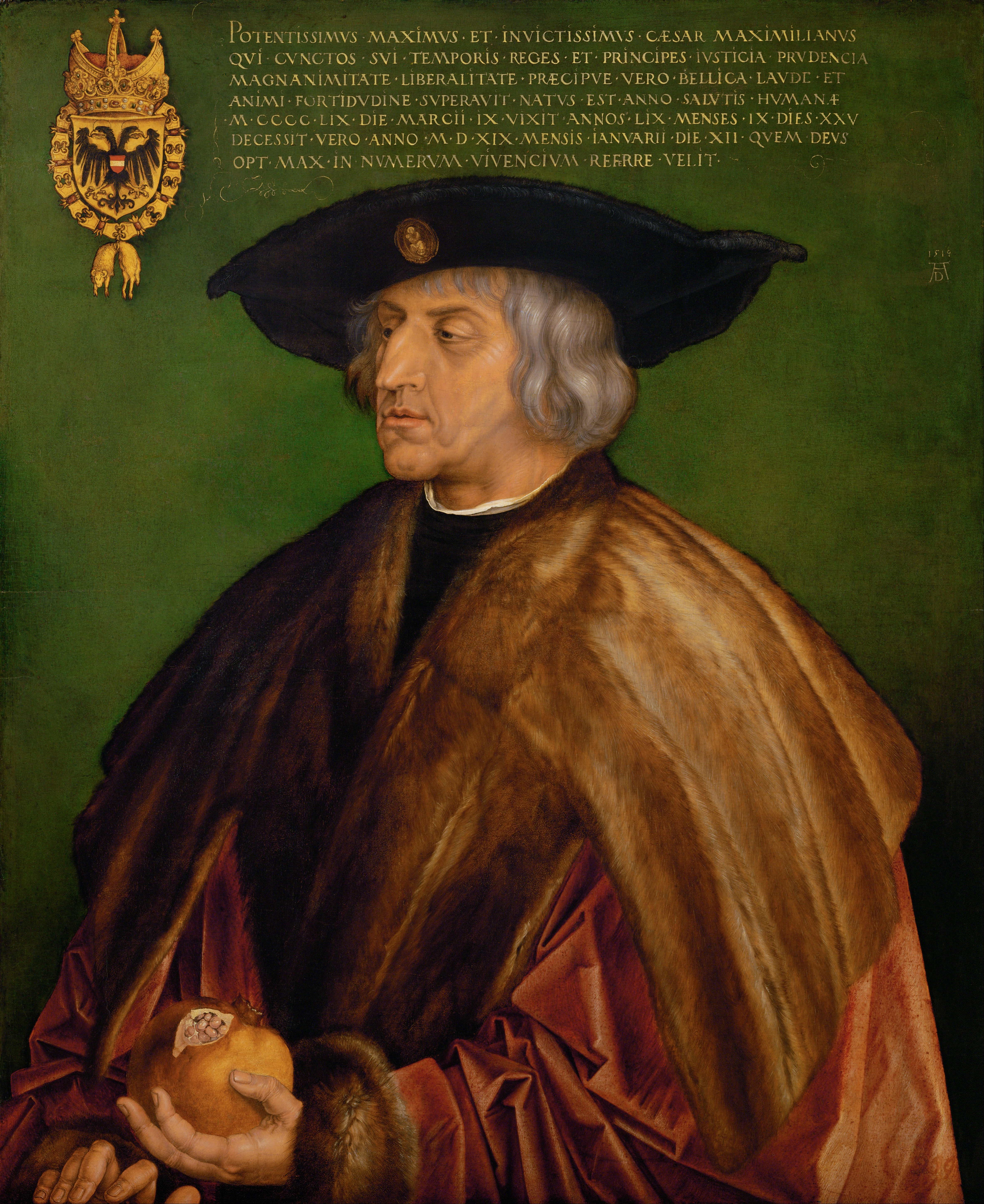
Kaiser Maximilian I. mit Pelzschaube (um 1519)

Im aufkommenden Frühkapitalismus spielte der Pelzfernhandel für die ersten internationalen Unternehmen und Handelsgesellschaften eine gewisse Rolle. Zentrale Handelsorte waren dabei Nowgorod und die baltischen Hansestädte, die ihre Waren nach London oder Venedig brachten. In der Hanse wurden im gesamten Ostseeumfeld Wildtierfelle aus Russland und Schaf- und Ziegenrauchwaren aus Britannien und Skandinavien verhandelt. Um 1400 dürften über eine Million Fehfelle pro Jahr diesen Weg genommen haben. Umgekehrt war es fast nur so möglich, die begehrten Tuche aus West- und Südeuropa zu erwerben. Noch umfangreicher war die Ausfuhr von Lammhäuten. Heinrich Veckinchusen verhandelte allein in den Jahren 1402 bis 1411 rund 2 Millionen Rohpelze. Der Deutsche Orden schickte am Ende des 14. Jahrhunderts fast 100.000 Pelze nach Brügge, womit er Venezianer und Süddeutsche hinter sich ließ. Von Brügge gingen viele Pelze nach Venedig, von dort gingen hunderttausende von Pelzen nach Alexandria. Jean de Trois Moulins, ein besonders vermögender Kürschner, zählte in Paris zu den größten Steuerzahlern. Den dortigen Luxusmarkt beherrschten kaum mehr als zehn Kürschner. Jacques Coeur, der Finanzier der französischen Krone, war der Sohn eines Kürschners aus Bourges. Im 15. Jahrhundert begann der Niedergang mittlerer Pelzqualitäten, die höheren hingegen blieben begehrt.

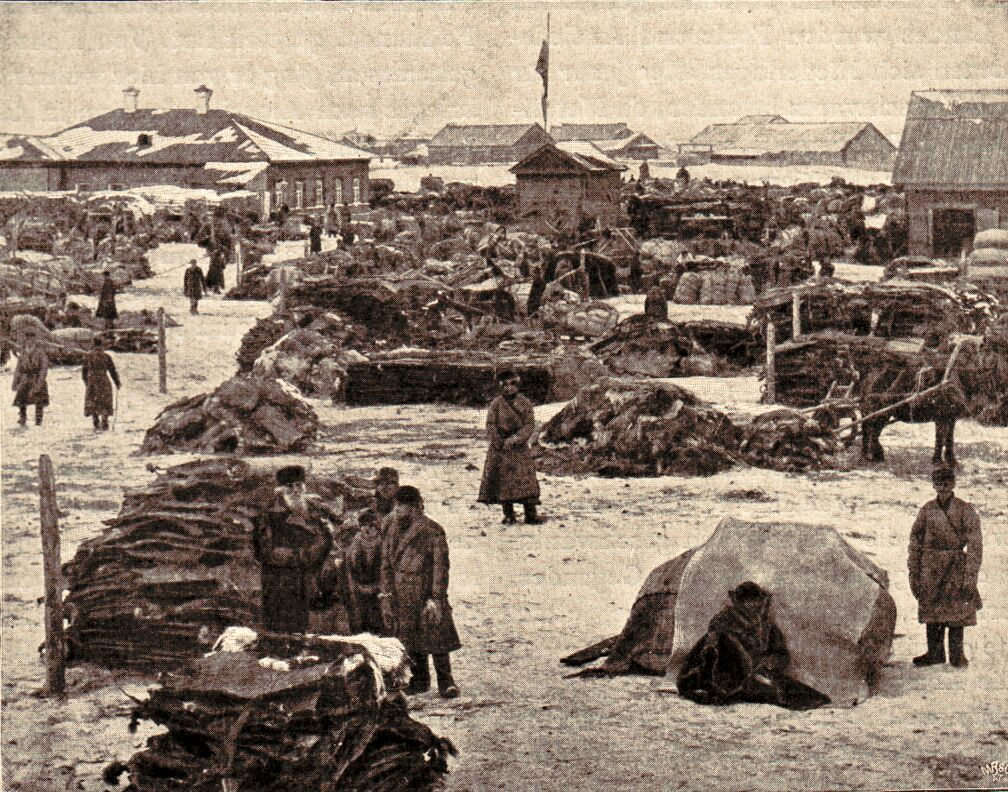
Pelzhandelsplatz im russischen Irbit um 1900

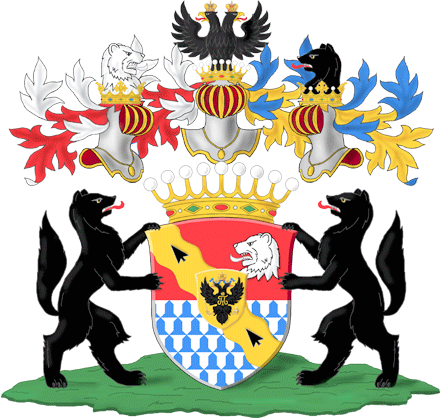
Wappen der Stroganoffs mit verschiedenen Pelztieren

Der russischen Kolonisation und Eroberung Sibiriens, die erheblich von der Suche nach neuen Pelztierbeständen motiviert war, lagen weitgehende Handelsprivilegien und -rechte zugrunde. Iwan der Schreckliche hatte diese 1558 der russischen Kaufmannsfamilie Stroganow verliehen. Alaska wurde aufgrund eines 1799 von Zar Paul I. der Russisch-Amerikanische Kompagnie verliehenen Monopols für den Pelzhandel in Russisch-Amerika erschlossen.
1671 veranstaltete die Hudson’s Bay Company im Pelzhandelszentrum Garlick Hill in London die erste Rauchwarenmesse der Welt. Das Zentrum des deutschen Pelzhandels und zeitweilig eines Großteils des Welthandels war über viele Jahrzehnte der Leipziger Brühl. International wurden viele Werkzeuge und später Fertigungsmaschinen aus Deutschland bezogen. Insbesondere russische, später zudem amerikanische Rauchwarenhändler trugen zur internationalen Rolle von Leipzig als Messestadt bei. Der Anteil der Branche am Steueraufkommen der damaligen „Pelz- und Messestadt Leipzig“ lag noch im Jahre 1913 bei 40 %.

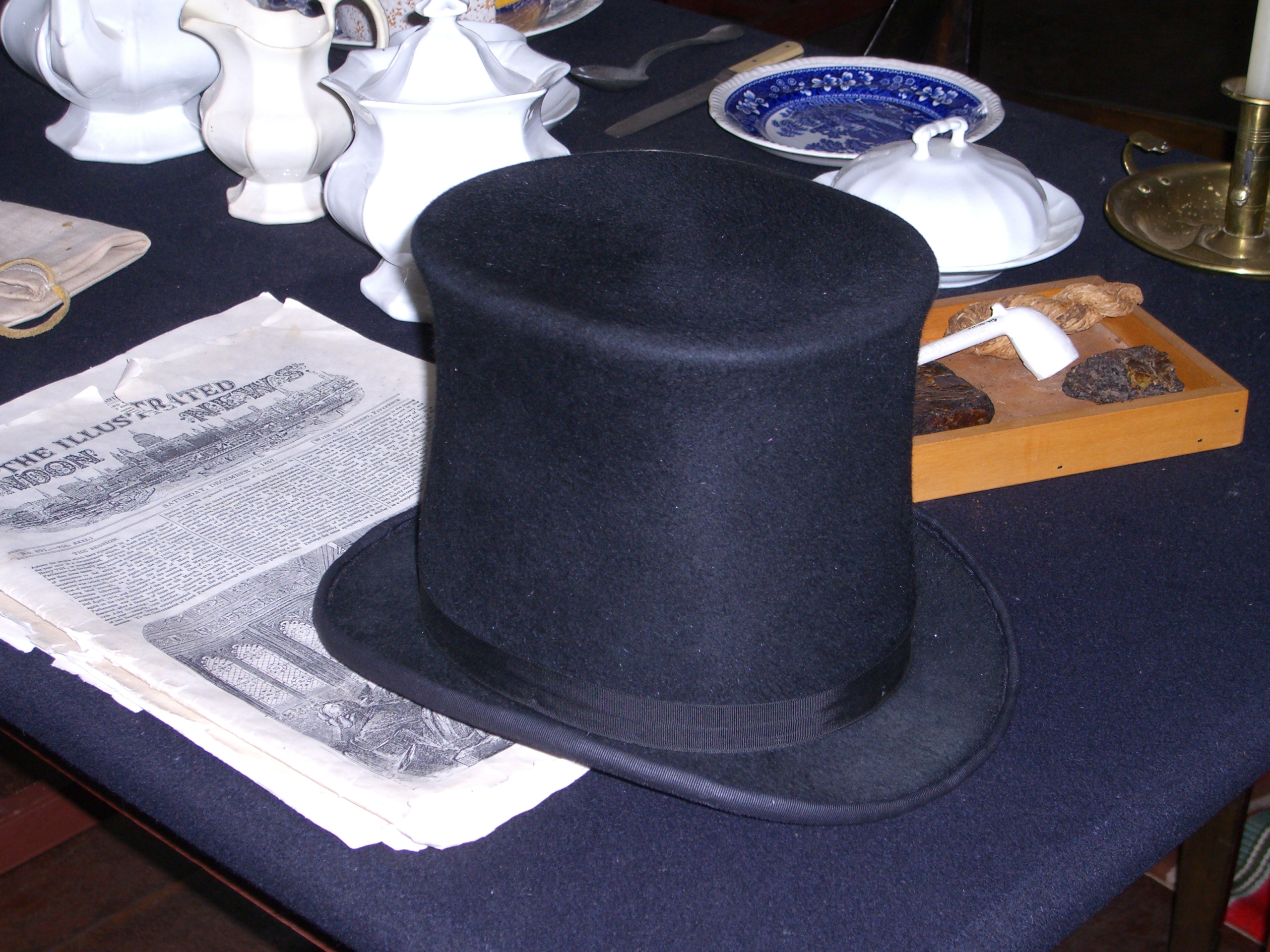
Kastorhut aus Biberfilz

Der Pelzhandel in Nordamerika war eng mit der Nachfrage in den europäischen Abnahmemärkten verbunden. Ab dem 17. Jahrhundert, ausgehend von Schweden, kamen in Europa Filzhüte aus Biberhaaren in Mode. Dessen Unterhaar ließ sich gut verfilzen, zudem unterlagen Biber nicht den klassischen Kleidervorschriften und die hochwertigen Hüte durften daher von Adel und Bürgertum getragen werden. Die Haare wurden in einem komplizierten, gesundheitsschädlichen Verfahren zu Filz zubereitet. Die entsprechende Nachfrage nach Biberfellen wurde auch aus Nordamerika gedeckt. Von Ende des 18. bis Mitte des 19. Jahrhunderts war der Kastorhut (lat. Castor für Biber) als bürgerliches Symbol und Vorläufer des Zylinders in Mode und intensivierte die Fellnachfrage.
Der mit den Biberfilzhüten verbundene Biberfellhandel war ein wichtiger Treiber der Erschließung Nordamerikas. So wurde die englische Hudson’s Bay Company 1669 unter dem Motto Pro Pelle Cutem speziell für den Pelzhandel in Nordamerika gegründet, den bis dahin Franzosen dominierten. Anfang des 19. Jahrhunderts fand eine weitere Intensivierung des nordamerikanischen Pelzhandels statt. Die kurzlebige Rocky Mountain Fur Company sowie die von Johann Jakob Astor begründete American Fur Company erschlossen mit sogenannten Rendezvous (zentrale jährliche Tauschmessen in den Rocky Mountains) vorher abgelegene Jagdgebiete und erzielten damit deutlich höhere Gewinne als die traditionellen Handelsgesellschaften. Die Biberbestände wurden in kurzer Zeit reduziert.

### Kleiderordnungen: Standesbeschränkungen und Genderzuweisungen
Kleiderordnungen, vom Mittelalter bis in die frühe Neuzeit, schränkten die Verwendung von bestimmten Pelzarten auf die oberen Stände ein. So gestand 1530 der Augsburger Reichstag Bauern nur unverbrämtes schlichtes Pelzwerk von Schaf, Lämmern und Ziegen zu. Fast jeder Monarch nach 1363 auf dem englischen Thron bis einschließlich Karl II. erstellte einen „Act of Apparel“, eine Gesetzgebung zu standesspezifischen Einschränkungen zu Kleidung, Getränken und Essen. Dem Adel und Würdenträgern waren seltene und begehrte Felle entsprechend genau abgestimmter Kleiderordnungen vorbehalten. Das betraf insbesondere das Hermelin (vgl. Hermelinfell in der Heraldik), Zobel und Feh. Elemente davon haben sich in der Bekleidungsordnung und Amtstrachten der britischen Monarchie bis heute erhalten.
In England bemühte man sich unter anderem, entsprechende Statuszeiger für die verschiedenen Schichten einheitlich und ausreichend verfügbar zu machen, alle möglichst aus heimischen Quellen zu beziehen und einzelne als übertrieben empfundene Gebräuche abzustellen. Die erste solche Regelung begrenzte importierte Pelze auf die Königsfamilie. Ein Antrag der Puritaner von 1650 im England nach der Hinrichtung Karls I., der die Kleiderordnung für Frauen erheblich eingeschränkt hätte, wurde insbesondere aufgrund weiblichem Widerstand wieder aufgehoben.
In den deutschen Städten wurden die regionalen Aufwands- und Luxusgesetzgebungen des späten Mittelalters für die variabler einzusetzenden edlen Tuchqualitäten wie Samt, Seide und Brokatstoffe regelmäßig angepasst und erneuert. Die Kulturwissenschaftlerin Julia Emberley konstatiert einen zunehmend spezifisch weiblich konnotierten Symbolgehalt von Pelz in der Neuzeit. Die im Mittelalter offen wirtschaftlich begründeten Einschränkungen seien demnach mit dem zunehmenden Einfluss des Bürgertums und der Puritaner auf religiöse und ethische Themen verschoben worden und seien unmittelbar Ausdruck der Frauen zugestandenen Rollen und Freiräume. So wurde Prostituierten noch lange verboten, Pelz zu tragen. Emberley stellt die moderne organisierte Pelzgegnerschaft ebenfalls in einen solchen Zusammenhang.
1809, in einem überaus strengen Winter, tauchten die ersten neuzeitlichen Herrenpelze im Straßenbild auf. Wegen der Ungewöhnlichkeit des Bekleidungsstücks waren die männlichen Pelzträger noch Belästigungen ausgesetzt. Auch das Aufkommen der Pelzboa um die 1820er war mit dem Aufkommen der Dekolletés der Kälte geschuldet. Als zwanzig Jahre später die Mode der tiefen Ausschnitte endete, verschwand auch weitgehend die brustwärmende Boa.

### Industrialisierung

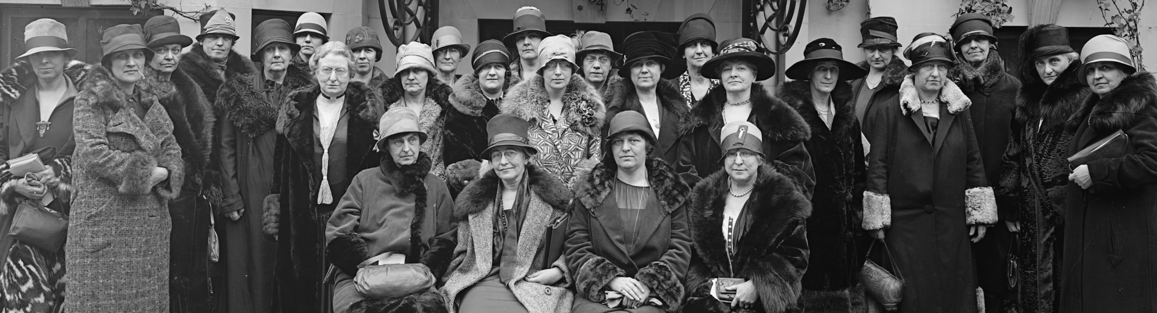
Um 1920 trug im General Federation of Womens Club in Washington jede Dame Pelz

Ab 1830 verdrängten seidene Zylinderhüte den Kastorhut. Es entstanden neue technische Möglichkeiten der Pelz- und Textilverarbeitung, erneute Umbrüche in der Pelzbranche waren die Folge. Die wesentlichste war die Erfindung der Pelznähmaschine um 1872 durch Joseph Priesner, sie ermöglichte es, Pelze deutlich kostengünstiger zu fertigen und sie auszulassen. Auslassen bedeutet, das Fell in kleine Streifen zu schneiden. Diese werden kaum sichtbar mit feinen Nähten wieder miteinander zu einem längeren, schmaleren Pelzstreifen in der Länge des Kleidungsstücks verbunden. Das Fell wurde jetzt hauptsächlich mit der Haarseite nach außen getragen. Es entstand eine für das Bürgertum und insbesondere bürgerlichen Frauen erschwingliche Pelzkleidung, die schnell zunehmenden Absatz fand.
Der Beginn der deutschen Pelzkonfektion war 1855, als N. Wolff in Etappen über Berlin, Hamburg und Holstein zum ersten Mal fertig gearbeitetes Pelzwerk anbot. Ihm folgten bald andere Pelzhändler, die ebenfalls Fabrikanten wurden. Zunehmend führten die Kürschnergeschäfte nun nicht mehr nur eigengefertigte Ware und der Pelzanteil in den Textilläden nahm rapide zu. Um 1885 war die Pelzveredlung so weit fortgeschritten, dass auch längere Kleidungsstücke hergestellt werden konnten. In Paris erschien der erste Paletot aus Persianer. Bereits auf der Leipziger Messe im Jahr 1893 wurden in größerer Menge lange Mäntel in diversen Fellarten angeboten.
Um 1900 wurde die Pelzmode neben den Pelzfuttern jedoch noch völlig von der Pelzgarnitur beherrscht. Pelzkolliers mit ausgearbeiteten Köpfen wiesen ein Übermaß an Formen auf. Fellkragen und -muffe, anfangs meist aus Persianer, schon bald aus den unterschiedlichsten Fellarten. Unter anderem Hermelin, Opossum, Susliki, Slinks und Grebes fanden großen Absatz. Sie wurden von reisenden Engroshändlern in alle Teile Deutschlands und Europas gebracht.
Als eigentliches Geburtsjahr des Pelzes im heutigen Stil wird das Jahr 1900 angesehen. Die Pelzmode wandte sich der Haute Couture zu und auf der Weltausstellung in Paris wurden in größerem Ausmaß Teile ganz aus Fell, in moderner Verarbeitung mit dem Haar nach außen, gezeigt. Aufsehen erregte ein Nerzmantel, bei dem die hunderte Meter langen Auslassnähte trotz der bereits erfundenen Pelznähmaschine noch mit der Hand genäht waren. Die Arbeitszeit für den Gesellen betrug 240 Stunden, für die Näherinnen 1400 Stunden. Die Pelznähmaschine war zwar bereits erfunden, erfasste in den Nähten aber noch so viel Leder, dass sie nur für gröbere Arbeiten zu gebrauchen war.
In den Großstädten der westlichen Welt wuchs die Pelzkonfektion mit einer Vielzahl von Beschäftigten und Unterauftragsnehmern, den Zwischenmeistern, rasant an. Etwa 10.000 Zwecker, (Pelz-)Schneider, Pelznäher, -strecker, -finisher und -bügler demonstrierten 1938 während eines Streiks in New York für bessere Arbeitsbedingungen. Im Pelzviertel Berlins waren zu dieser Zeit fast 500 selbstständige Kürschner oder Zwischenmeister ansässig.
Von Anfang des 20. Jahrhunderts bis Ende der 1970er Jahre fanden Persianer als Großkonfektion (Jacken und Mäntel), durch den Aufbau der Zucht im damaligen Südwestafrika, heute Namibia, zunehmende Verbreitung. Gleichzeitig wurden frühe Tierschutz-Proteste laut, denn das Fell wird von bis zu drei Tage alten Lämmern des Karakulschafs gewonnen.

### Zeit des Nationalsozialismus

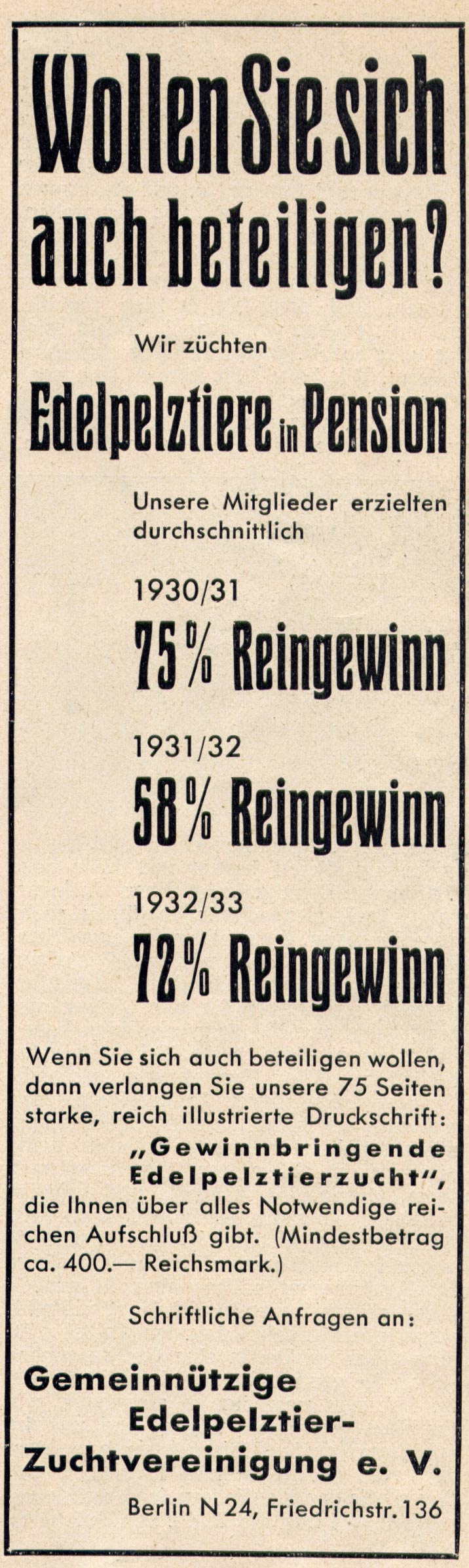
Werbung für die Beteiligung an der Edelpelztierzüchtung als Kapitalanlage (1933)
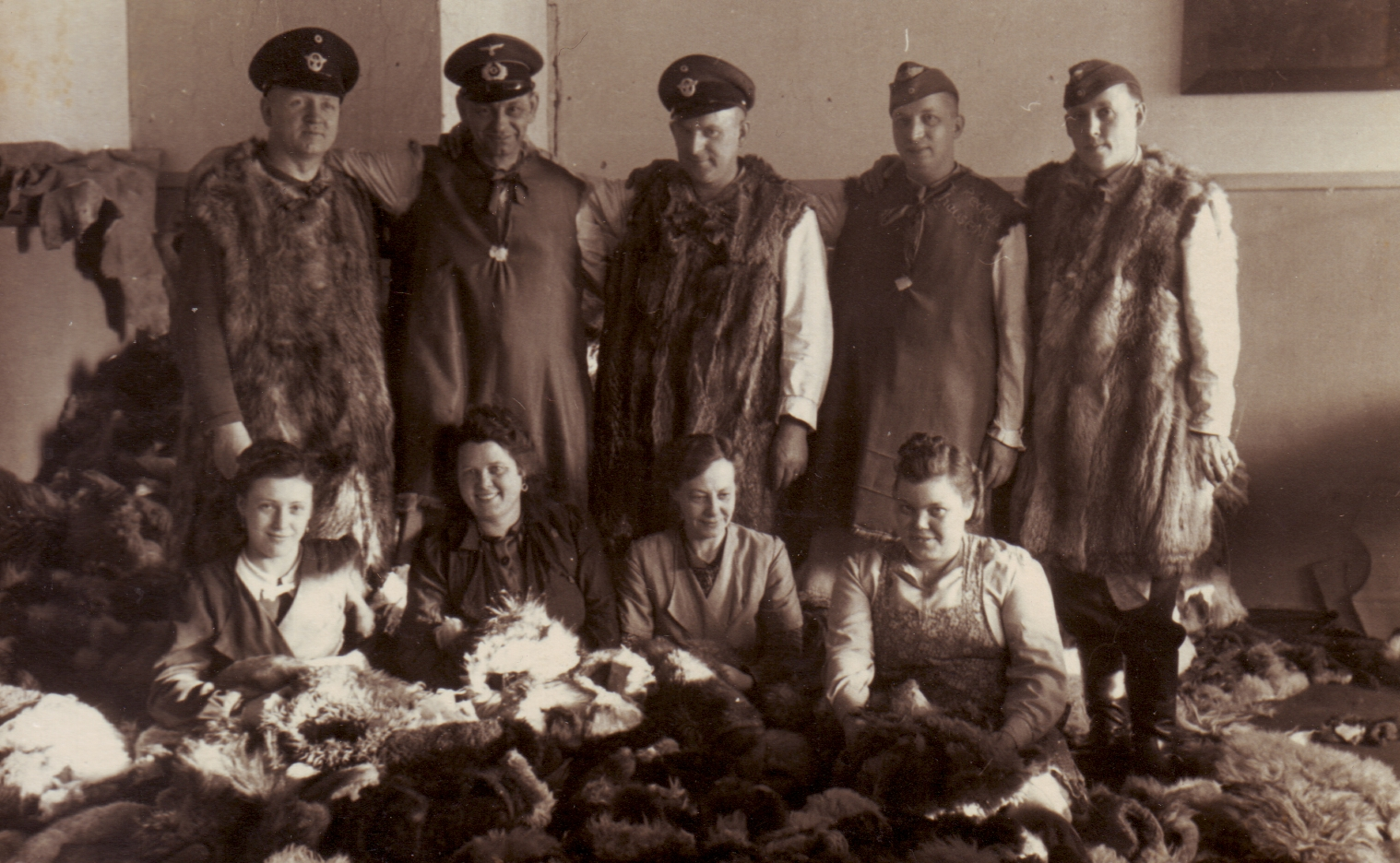
Verarbeitung gespendeter Pelze zu Unterfuttern für die Soldaten im Osten (1942)

1933 bis 1939 wurden die für den Einkauf von Pelzen im Ausland notwendigen Devisen im Rahmen des Gesetzes über den Warenverkehr mit dem Auslande vom Jahre 1934 in der Regel noch zugestanden. Die Fellbeschaffung war hauptsächlich über das Rauchwarenzentrum in London noch möglich. Ab Ende 1941 wurden die Deutschen angehalten, angesichts des Mangels an wintertauglicher Kleidung im Russlandfeldzug Pelze und Felle zu spenden. Viele Kürschner waren damit beschäftigt, zivile Pelze dafür zu Innenfuttern umzuarbeiten.
Pelz oder pelzbesetzte Kleidung zu tragen wurde Juden ab 1941 im deutsch besetzen Polen und ab 1942 in Deutschland verboten, Vertriebenen und Deportierten entsprechende Kleidung abgenommen. Der Dichter Bertolt Brecht thematisierte die gewöhnliche Bereicherung einfacher Leute (das „Kräglein aus Pelz“ aus Oslo) im Lied vom Weib des Nazisoldaten. Der Historiker Götz Aly arbeitete dies später zu der These der Umverteilung und breiten Beteiligung an Hitlers Volksstaat aus.
Eine ähnliche Mentalität herrschte auch in den führenden Kreisen der NSDAP vor. Sie verbanden sich mit Konflikten innerhalb der Hierarchie um das Frauenbild und die zugehörige Kleidung. Dem propagierten Idealbild der deutschen Mutter vom Lande, die keine Kosmetika benötigte, standen Frauen in führenden Positionen, wie Magda Goebbels gegenüber, die die Gelegenheit nutzten und Pelze und Schmuck Verfolgter an sich nahmen.

### Antisemitismus und Pelzhandel

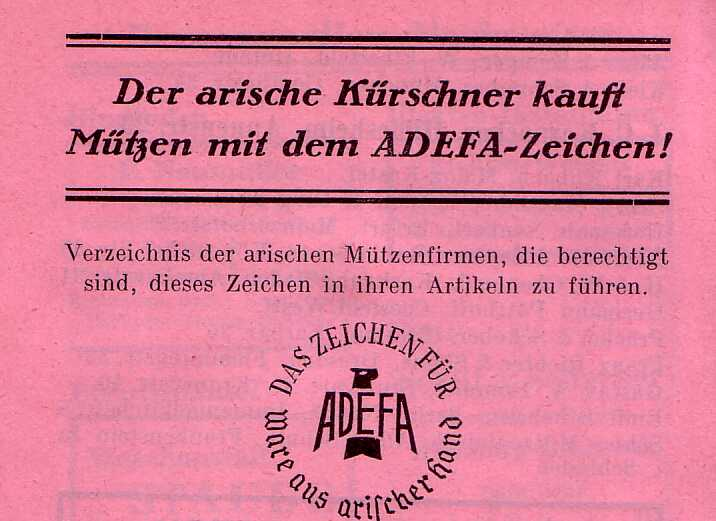
Diskriminierendes „Qualitätssiegel“ für Pelzmützen aus der Zeit des Nationalsozialismus

Die deutsche Modeindustrie vor 1933, insbesondere Pelzhandel und -konfektion, basierte zu erheblichen Teilen auf jüdischen Betrieben. Diese wurden früh zum Ziel antisemitischer Kampagnen und Schriften, so etwa in den USA bei Henry Ford.
Im Zentrum des deutschen Pelzhandels, also in Leipzig, waren 1929 von 794 Rauchwarenhändlern mehr als die Hälfte jüdischer Herkunft. Unter anderem entstammte der Leipziger Schriftsteller und gelernte Kürschner Edgar Hilsenrath einer solchen Familie.
1933, nach der Machtergreifung, erschien im Mai eine amtliche Mitteilung in der Zeitschrift „Der Rauchwarenmarkt“, dass jüdische Firmen in der Rauchwarenbranche keine Eingriffe zu befürchten hätten. Die Arbeitsgemeinschaft deutsch-arischer Fabrikanten der Bekleidungsindustrie e. V. (ADEFA) warb jedoch bereits im selben Jahr für die Produkte der ihr angeschlossenen Firmen mit: „Garantiert arisch“. Bis 1936 wanderten allein aus Leipzig 113 jüdische Firmen aus.
Die meisten waren vor der Verfolgung in die Vereinigten Staaten oder zum zweiten großen europäischen Pelzzentrum, London, geflüchtet. Dies hat zur Verschiebung des internationalen Zentrums des Pelzhandels von Leipzig nach London beigetragen. Die Betriebe waren zumeist liquidiert oder „arisiert“ worden. Nur wenige jüdische Händler, soweit sie den Holocaust überlebt hatten, kehrten zurück.

### Entwicklung der Pelzbranche nach 1945

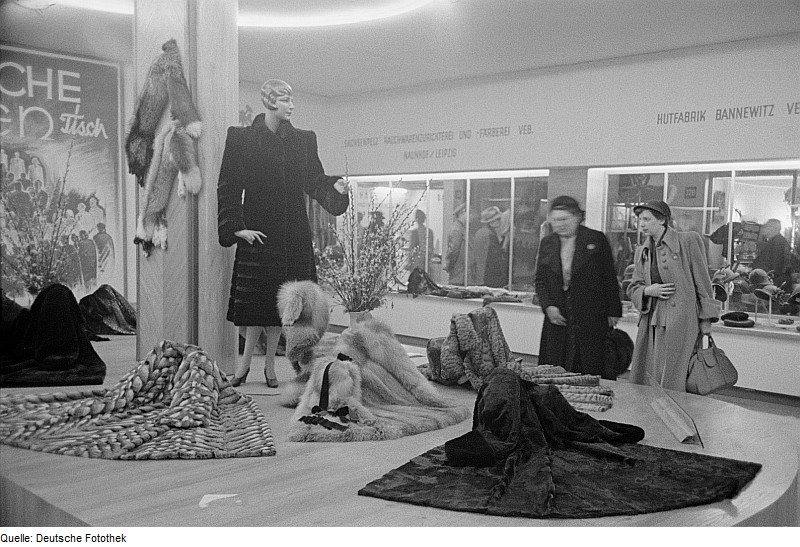
Verschiedene Pelzmäntel (u. a. Hamster, Katze, Fuchs) aus DDR-Produktion, Leipziger Messe 1951

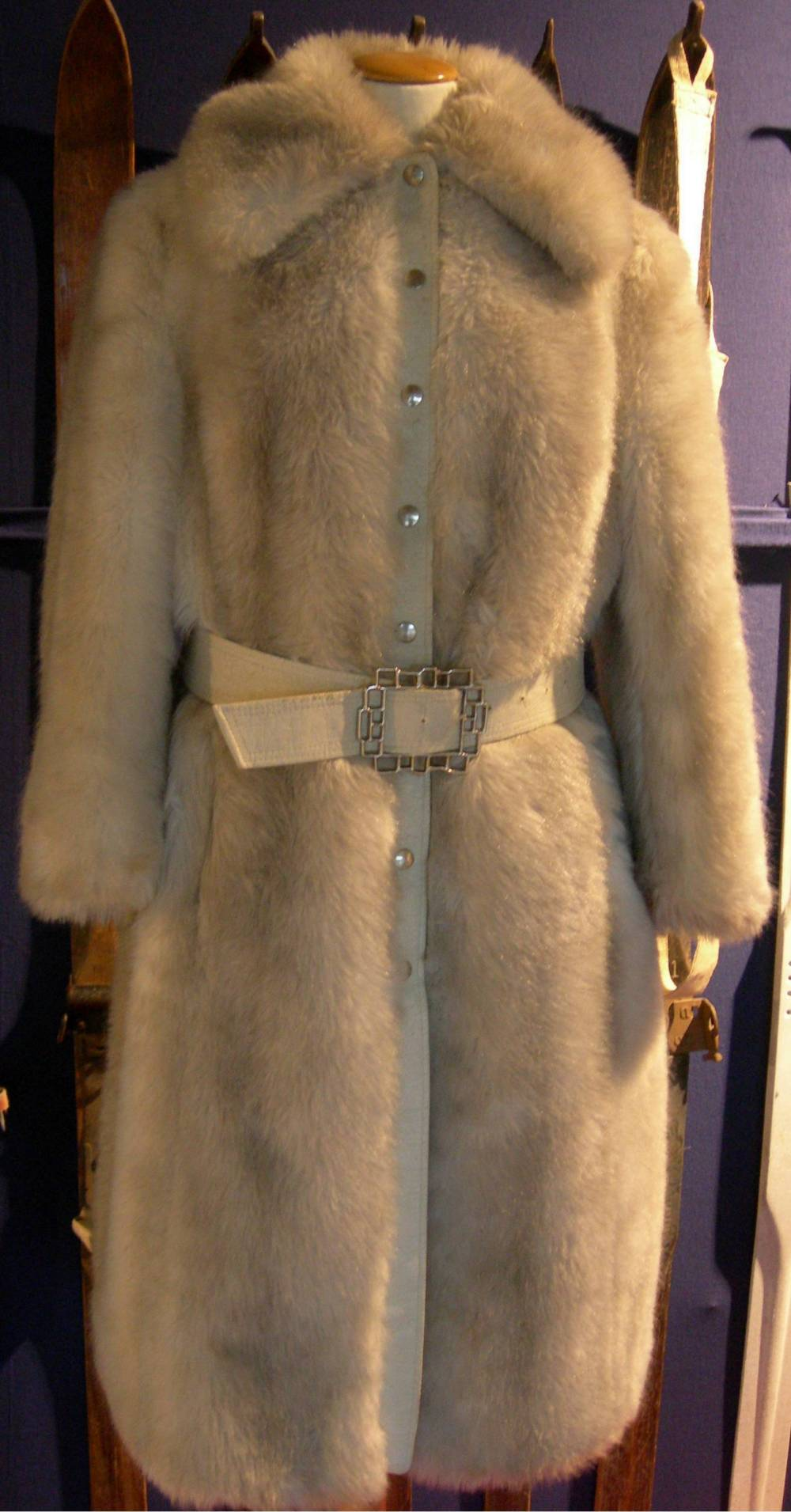
In der DDR gefertigter Pelzmantel Margit Schumanns, getragen während der Winterolympiade 1972

Nach dem Zweiten Weltkrieg wurde der Name Brühl in der Pelzbranche von Leipzig auf die Niddastraße in Frankfurt übertragen. Rund 80 % des gesamten Leipziger Rauchwarenhandels, der nach Krieg und Judenverfolgung verblieben war, siedelte sich in den Westzonen neu an. Das Deutsche Pelzinstitut (DPI) als Interessenverband der deutschen Pelzwirtschaft hat seine Geschäftsstelle ebenfalls in Frankfurt. Die Mode der unmittelbaren Nachkriegszeit bestand zumeist aus wieder aufgearbeiteter alter Kleidung. Alte Pelze, die der „Sammlung von Woll-, Pelz- und Wintersachen für die Front“ entgangen waren, und andere Luxusgüter wurden auf dem Schwarzmarkt gegen Nahrungsmittel eingetauscht.
Die I. Internationale Pelz- und Ledermesse in Basel im Jahr 1947 war die erste dieser Art nach dem Krieg. Auf der neu gegründeten Rauchwarenmesse in Frankfurt wurden ab 1949 wieder Pelze vorgestellt und gehandelt. Sogenannte „Sommerpelze“ wurden später kreiert, es wurde erneut viel besetzt und verbrämt. Mit dem Wirtschaftswunder kam der „Persianer“ in Mode. Nicht nur die Kaufhäuser boten zudem billigere Varianten aus Persianerklauen und Persianerstücken an.
1947 und 1948 brach der Pelzmarkt in den USA und in Kanada erstmals zusammen. Heftige Preisschwankungen machten das Überleben als Fallensteller schwierig, zudem entzog die Indianerpolitik der Vereinigten Staaten und die Kanadas den Indigenen immer mehr Möglichkeiten, auf Jagd zu gehen, es sei denn für den Eigenbedarf. Ähnliches galt für die Sowjetunion, die, ähnlich wie die amerikanische Konkurrenz, zunehmend auf Zuchtfarmen setzte. Mit dem Ende der Persianerwelle in den 1970er Jahren in Deutschland erfolgte auch dort eine Umorientierung hin zum amerikanischen Zuchtnerz. Die Einkommen im Westen Deutschlands stiegen. Mit der massenhaften Produktion durch Pelztierfarmen und dem damit einhergehenden Preisrückgang wurde der Nerzpelz immer erschwinglicher. Persianermantel und Nerzstola wurden zum Wohlstands- und Statussymbol. Gegenüber den leicht zu züchtenden Pelztierarten verloren andere Pelztiere zunehmend an Bedeutung. Die bisherige Materialvielfalt verschwand. Die auf wenige Pelztierarten wie Nerz, Nutria und Fuchs reduzierte Pelzmode der 1950er und 1960er Jahre verlor an Anziehungskraft, die Verbilligung der nun weitgehend industrialisierten Produktion ließ die Jagd weitgehend unbedeutend werden.
Für die Bevölkerung der DDR hieß es 1967 in einer dortigen Fachpublikation der Pelzbranche: „»Pelze bedeuten Rangordnung«. Für die Bürger der DDR ist keine soziale Grundlage mehr vorhanden, um durch Pelzbekleidung differenzierte persönliche und gesellschaftliche Stellungen zum Ausdruck zu bringen“. Im nächsten Absatz wurde diese Aussage nicht nur relativiert, sondern eigentlich wieder aufgehoben: „Das Tragen schöner, zweckmäßiger und modischer Pelzbekleidung, die vor Kälte schützt und dem Schmuckbedürfnis gerecht wird, gehört zu den Lebensgewohnheiten sozialistischer Menschen. Die Art der Kleidung, ihre Gestaltung soll die gesellschaftliche Stellung, den materiellen und kulturellen Reichtum, das Selbstbewusstsein und den Optimismus der Menschen zum Ausdruck bringen“. Das Ausmaß der Bedürfnisbefriedigung für Pelzbekleidung in der DDR war „nicht so sehr von der Höhe des Kauffonds als mehr vom Umfang des Warenangebots abhängig“.
Eine gewisse internationale Bedeutung fand Leipzig als Pelzzentrum durch seine erstmals 1960 aufgenommenen Auktionen zurück, auf denen nicht nur in der DDR anfallende Felle, insbesondere aus Russland, versteigert wurden. Das insbesondere um Leipzig reichlich vorhandene Kürschnerhandwerk wurde ebenfalls zur Devisenbeschaffung eingesetzt. Zitat: „Die Bereitstellung von finanziellen Mitteln für den Import roher Felle erfordert die Beteiligung der Rauchwarenindustrie am Export, um zur Erwirtschaftung des Gegenwerts beizutragen“. Auf den Leipziger Rauchwarenauktionen traten wesentlich nur Firmen aus den „kapitalistischen Ländern“ auf, insbesondere aus Westdeutschland, den USA, Großbritannien, Italien und der Schweiz. Der Verkauf der Nerzfelle erfolgte, abgesehen von kleineren Mengen, die zwischen den Auktionen anfielen, ausschließlich auf diesen Auktionen. Für den Westen, insbesondere den Versandhandel und die Kaufhausketten, wurde produziert, was der dortige Markt verlangte. Der Bedarf der DDR-Bevölkerung wurde bevorzugt mit einheimischen Pelzen, vor allem aus Kanin- und Schaffellen gedeckt.
Ende der 60er und in den 1970er Jahren nahmen kritische Stimmen gegen Pelztierzucht, Pelztierfang und gegen das Tragen von Pelzen zu. Dabei stand zunächst die Jagd im Mittelpunkt, insbesondere die auf Meeressäuger, später folgten die Zuchtbedingungen. Eine Kampagne gegen Art und Umstände der Robbenjagd in Neufundland, in den Massenmedien durch die Schauspielerin Brigitte Bardot und weitere Prominente wie Linda McCartney vertreten, hatte eine weitgehende Diskreditierung der Pelzmode zur Folge. Darüber hinaus kamen pelzbesetzte Kleidungsstücke und insbesondere mit Persianerpelz besetzte Amtstrachten aus der Mode, denn sie galten als Symbole einer überholten Gesellschaftsordnung.

### Antipelzkampagnen und Einbruch der Pelzumsätze Ende der 1980er Jahre

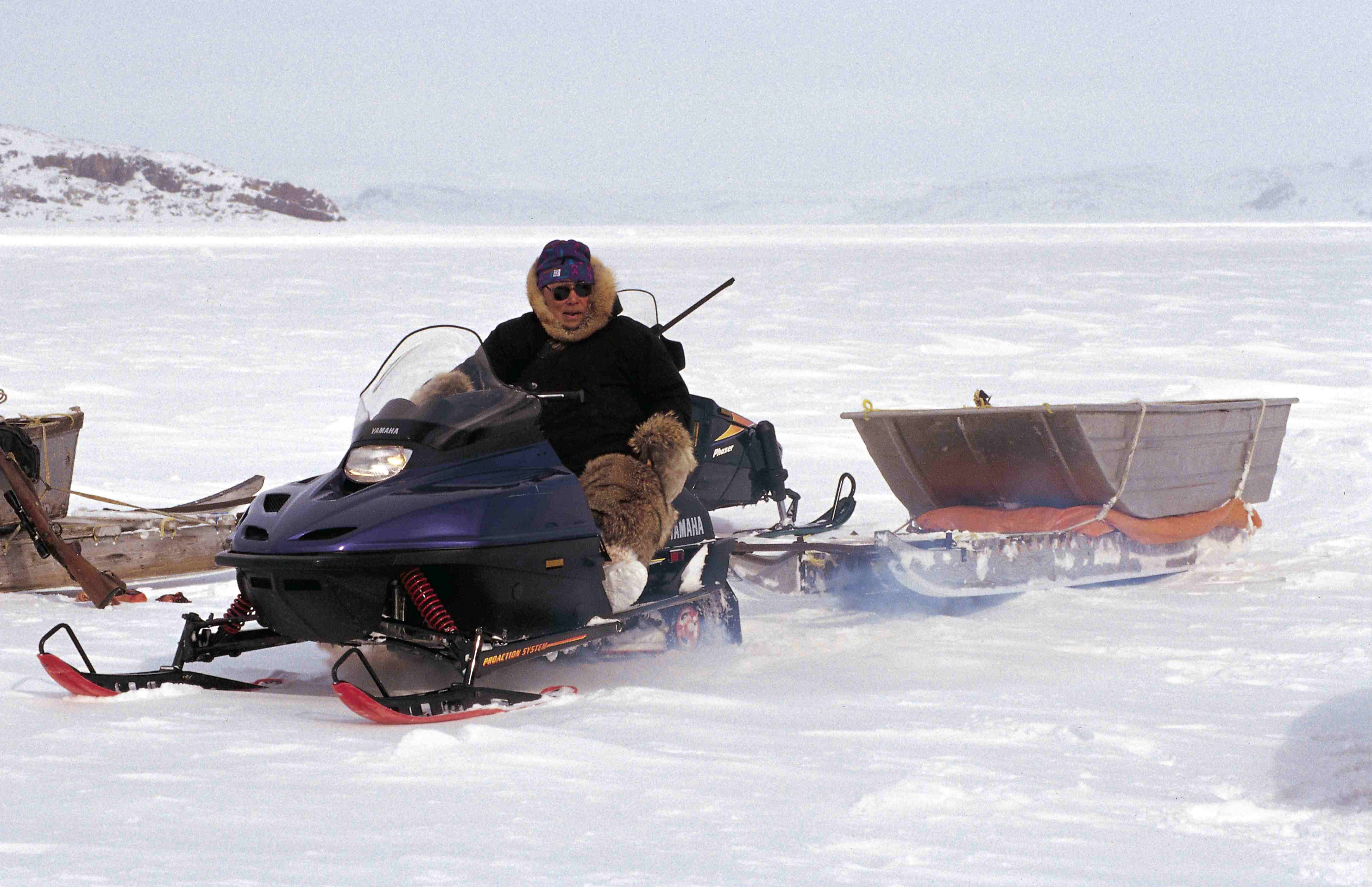
Robbenjäger in Nunavut, Kanada 1999

Die Schriftstellerin Marguerite Yourcenar schrieb 1968 einen Brief an Brigitte Bardot. Damit gewann sie die französische Schauspielerin für ein Engagement gegen die Robbenjagd in Kanada. Bardot selbst hatte noch 1969 bei einer Anzeigenkampagne nackt in Nerzmänteln eines amerikanischen Herstellers posiert. Bardot prangerte Umfang und Methoden der Robbenjagd an und verbrannte unter anderem Pelze bei einer Demonstration in Paris.

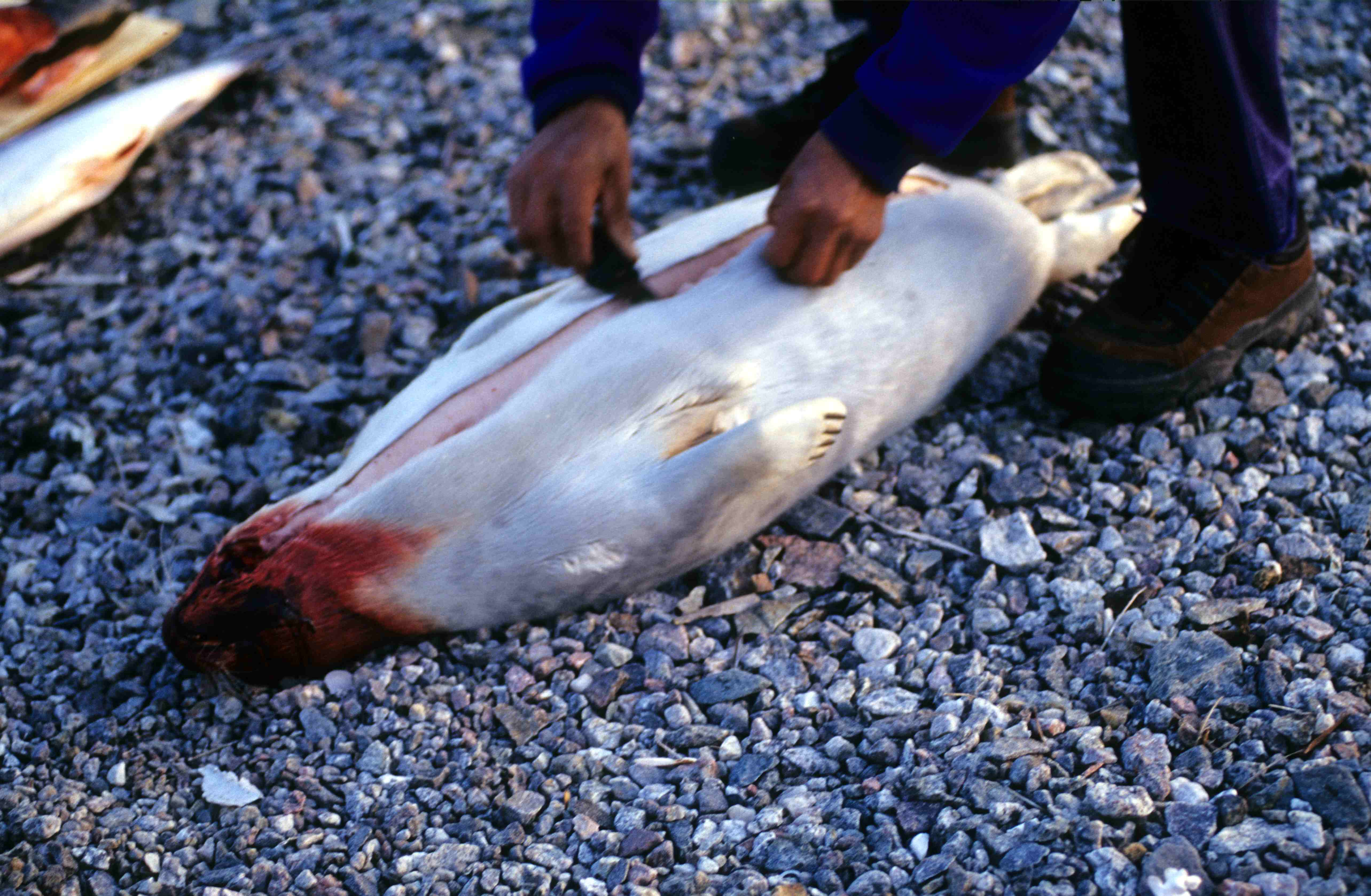
Ausnehmen und Abziehen einer erlegten Ringelrobbe, 2000

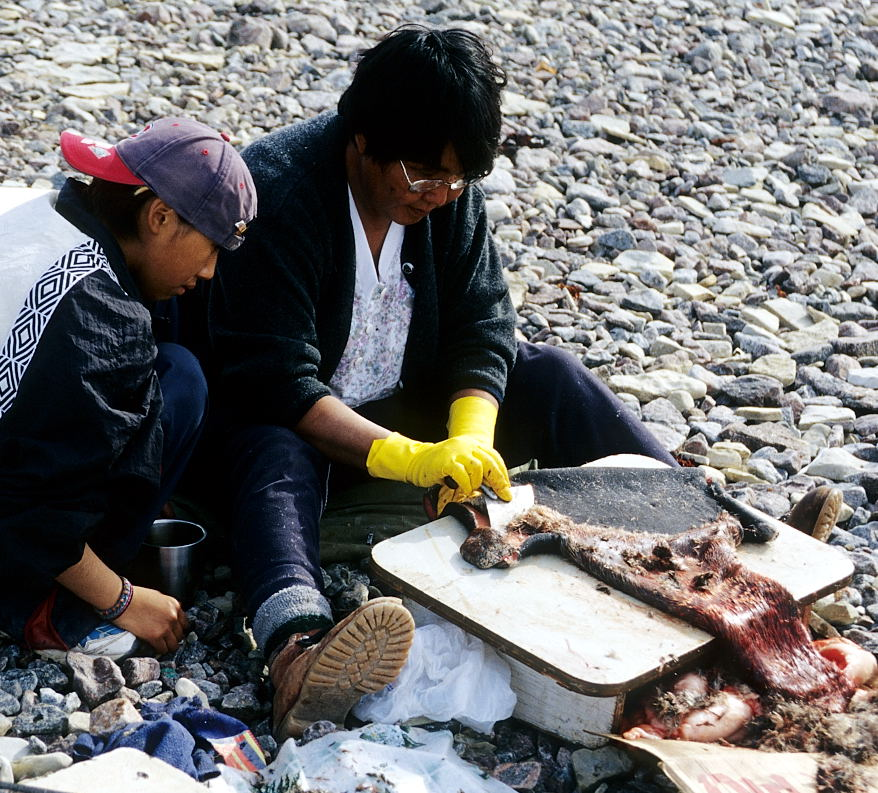
Zurichten eines Bartrobbenfells

Aqqaluk Lynge, Präsident des Inuit Circumpolar Council, machte die Kampagnen gegen die neufundländische Robbenjagd Anfang der 1980er Jahre indirekt für soziale Probleme der weiter nördlich in der Arktis lebenden Eskimos verantwortlich. Für sie sei die Robbenjagd und der Pelzhandel eine wichtige wirtschaftliche Grundlage und eine in ihrer Kultur tief verankerte Lebensweise gewesen. Diese sei durch das generelle Importverbot von Robbenfell in die Europäische Union weitgehend zerstört worden. 2006 hatte das Europäische Parlament die Kommission ersucht, zudem eine Verordnung zum Verbot von Einfuhr, Ausfuhr und Verkauf aller Sattel- und Mützenrobbenerzeugnisse zu erlassen. Ein Gutachten erfolgte 2007. 2005 war Bekleidung aus Robbenfellen im Umfang von 460 Tonnen und einem Warenwert von rund 68,2 Millionen Euro in die Bundesrepublik eingeführt worden. Die von der EU angebotene Trennung zwischen traditionellem Fang durch Indigene und kommerziellem Fang wurde von Kanada abgelehnt.
Die Kultur- und Literaturwissenschaftlerin Julia Emberley sieht bei verschiedenen Kampagnen den Versuch, Frauen in ihrem Selbstbewusstsein einzuschüchtern und ihr Recht, ihr Eigentum frei tragen zu können, einzuschränken. Wer aus der Perspektive der Pelzgegner wider besseres Wissen Pelz trug, musste grausam und kalt wie die Cruella aus Hundertundein Dalmatiner sein. Linda McCartney schuf 1984 für die englische Antipelzorganisation Lynx ein Plakat, das mit der Doppeldeutigkeit des Wortes Bitch spielt. Eine lasziv dargestellten weiße Pelzträgerin, eine „rich bitch“ (reiche Schlampe) wird mit einer toten blutenden „poor bitch“ (einer armen Hündin) kontrastiert.
Pelzmäntel und -stolen wurden nun von einem höheren Anteil der Konsumenten als unzeitgemäß angesehen. Der Fuchsschwanz an als Bauernporsche bespöttelten Fahrzeugen wurde zunehmend als peinliches und provinzielles Accessoire empfunden. Beginnend 1984 ging der Pelzumsatz stetig zurück. Während noch 1980 in Westdeutschland Umsätze von 3,8 Milliarden DM getätigt wurden, waren es 1991 nur noch 1,7 Milliarden, im Jahr 2005 nur noch 0,96.
Julia V. Emberley formulierte bereits Ende der 1990er Jahre eine Kritik an den Pelzgegnern aus feministischer Sicht. Die Aktivitäten und Argumentationen der Pelzgegner hätten sich nach einigen Erfolgen schlicht totgelaufen. Zunächst seien die tatsächlichen, teilweise brutalen wirtschaftlichen Auswirkungen der Pelzboykotte auf Indigene grundsätzlich ignoriert worden. Der Anthropologe Hugh Brody sprach dabei von einer neuen Form des Imperialismus. Emberley zufolge hätten sich Slogans wie „Man braucht vierzig blöde Tiere um einen Nerzmantel zu machen, aber nur eines, um ihn zu tragen“ insbesondere auf weiße bürgerliche Käuferinnen bezogen. Die tatsächlich zunehmend multikulturelle Ausrichtung und Zusammensetzung der Pelzkonsumenten wäre dabei absichtlich und systematisch unterschlagen worden. Diese misogyne Argumentation hätte sich nach einiger Zeit gegen die Tierrechtsaktivisten gewendet. Der moralische Anspruch sei als selbstgerecht und überheblich empfunden worden. Zum anderen wäre er auch im Sinne einer Selbstbestimmung, im feministischen Sinne unter dem Motto „Ich bin es wert, dass Tiere für mich sterben“ umgedeutet worden.

### Verlagerung des Pelzkonsums nach Asien nach 1995

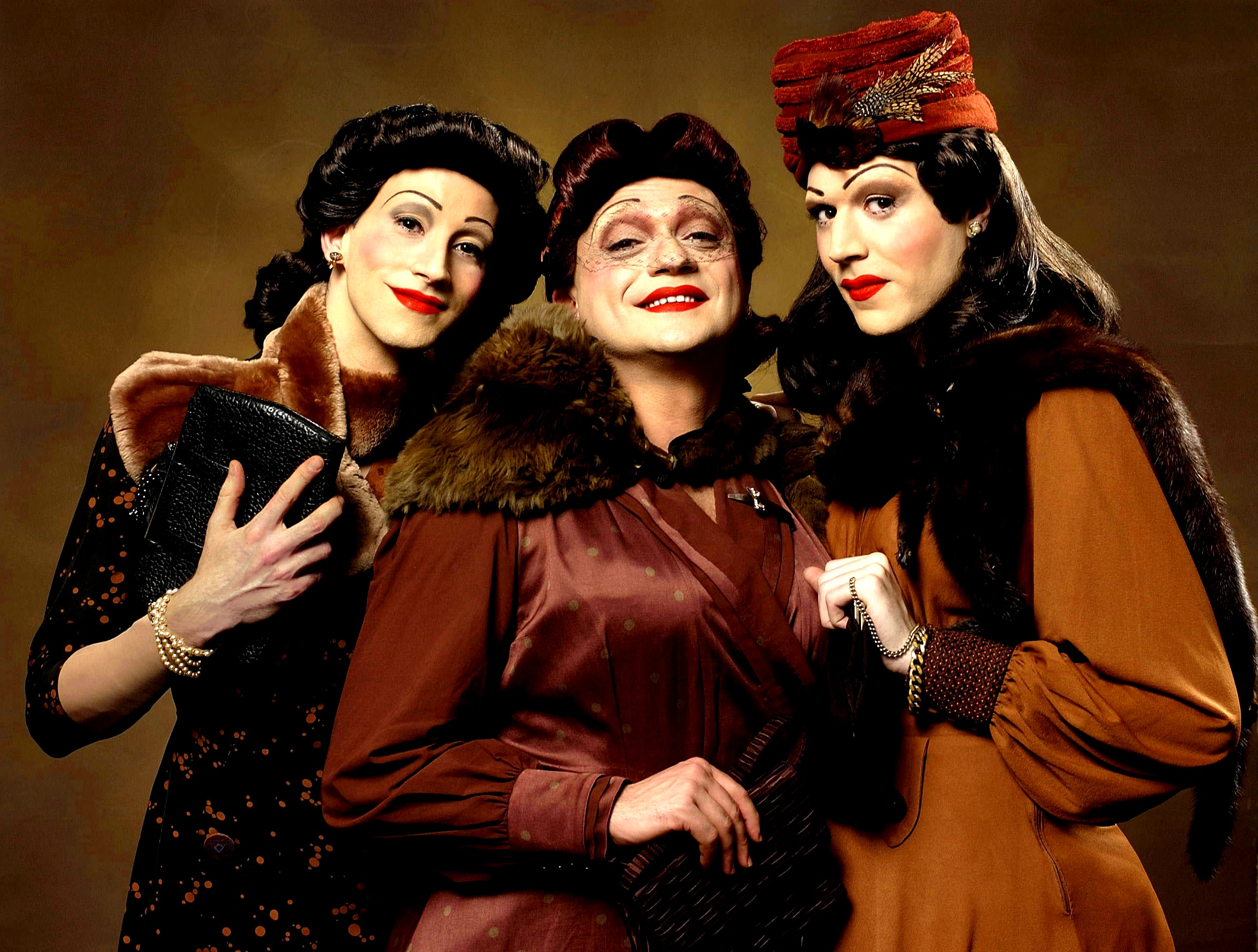
Die Sänger der „Marinettischwestern“ mit verschiedenen Pelzaccessoires aus Fuchs, Schaf und Nerz, 2008

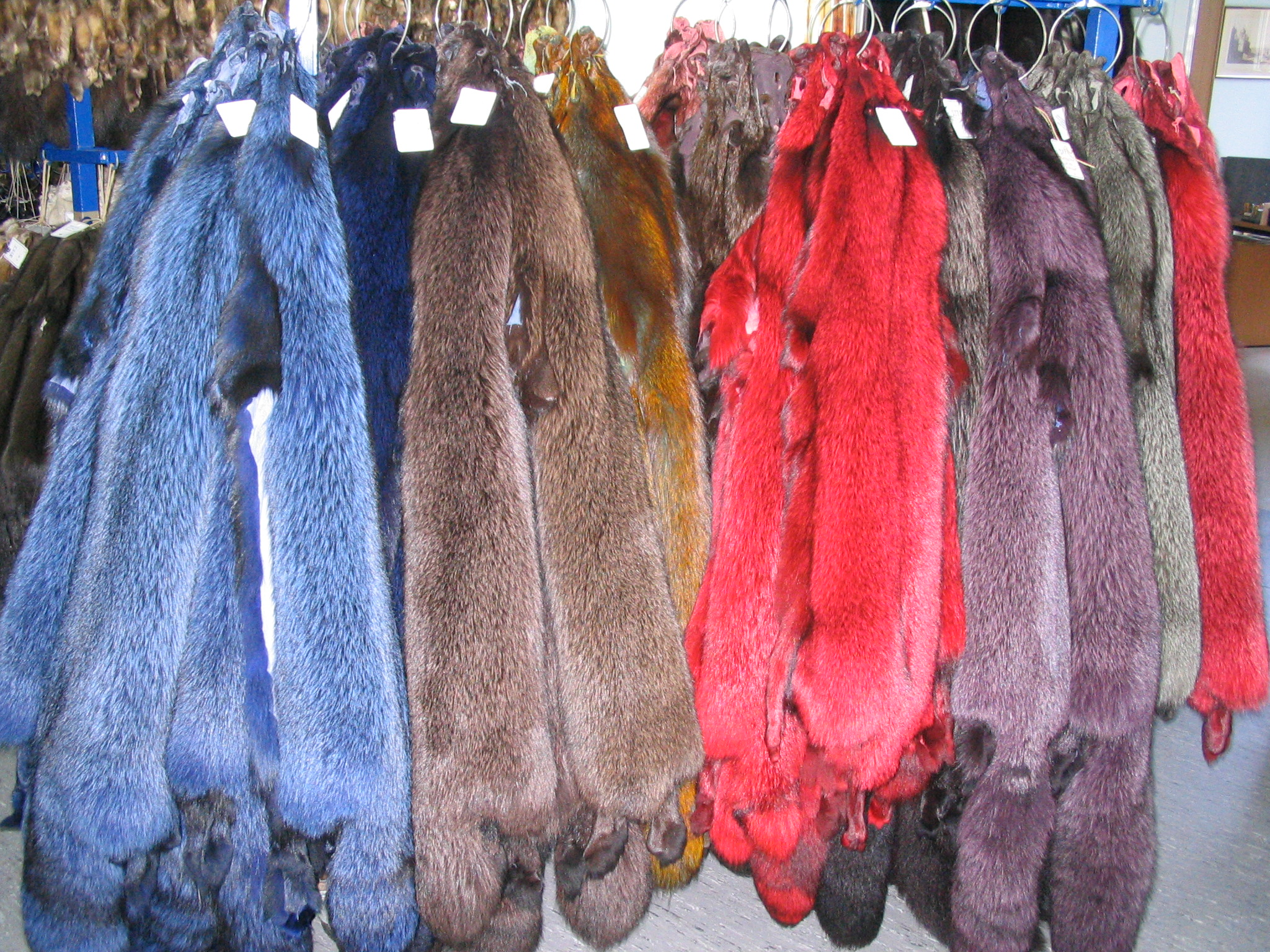
Gefärbte Bluefrost Fuchsfelle bei einem Großhändler in Frankfurt, 2009

Dieser Trend kehrte sich trotz anhaltender Proteste von Tierrechtsorganisationen wie PETA seit Mitte der 90er-Jahre wieder um. Unabhängig davon standen den Pelzgegnern nach wie vor erhebliche Mittel zur Verfügung. Der International Fund for Animal Welfare gab 1997 über 3 Millionen Dollar für Aktionen gegen den nordamerikanischen Pelzhandel aus. In Deutschland hat die Pelzbranche nach erheblichen Einbrüchen wieder Zuwachsraten. Verstärkt nachgefragt werden gerupfte oder geschorene Pelze, die schon einmal in der Vor- und Nachkriegsmode beliebt waren. Während sich unter den gefragtesten Pelzarten damals Seal, Sealkanin-, Sealbisam-, Biber-, Nutria- und andere auf Seal veredelte Felle befanden, sind es jetzt erstmals „Samt“nerze und Samtwiesel und wieder Samtnutria und Samtbisam. Zunehmend angeboten werden auch ungewöhnlich kombinierte und gefärbte Pelze.
Pelz- und besonders Pelzaccessoires spielen seit Ende der 1990er Jahre wieder eine zunehmende Rolle in der Mode. In der New Burlesque wird ebenfalls mit Referenz zu den Revuen im frühen 20. Jahrhundert (vgl. Vaudeville) wieder Pelz und Pelzaccessoires getragen. Parallel veränderte sich auch das Frauenbild, Riot Grrrls besetzten unter anderem das Bild der Bitch wieder im positiven Sinne.
Nach der Wende im Jahr 1989 erwartete die Pelzbranche für die DDR einen ähnlichen Aufschwung wie nach der Währungsreform in der Bundesrepublik, Rauchwarenhändler eröffneten erneut Dependancen in der traditionellen Pelzstadt Leipzig. Der erhoffte Boom blieb jedoch aus, die Bevölkerung wandte sich anderen Konsumprodukten zu oder holte die lang entbehrten Reisen in westliche Länder nach. Im Gegenteil, es kamen keine Pakete mit abgelegten Pelzen der Verwandten im Westen mehr. Es gab nichts mehr umzugestalten und anzupassen und die vorher bedeutende Anzahl der DDR-Kürschner verringerte sich erheblich, die Zweigstellen wurden nach einigen Jahren wieder geschlossen. Anders verhält es sich jedoch im wirtschafts-liberalisierten Ostblock, vor allem Russland, China und Südkorea verbrauchen heute den größten Teil der Welt-Fellproduktion. Der Hauptmarkt, insbesondere für die Verarbeitung der Felle, befindet sich weiterhin in China. Erstmals in der Geschichte des Auktionshauses Kopenhagen Fur des dänischen Züchterverbands wurden im September 2017 gleichzeitig drei der teuersten Lose von einem einzigen Anbieter ersteigert, Firmensitz in Peking.
Im Jahr 2006 wurden auf Pelzauktionen Rekordpreise erzielt, eine Preisentwicklung, die 2014 erstmals gestoppt wurde. Die Pelzmode wird zunehmend von leichteren Pelzprodukten geprägt, die nach den Vorstellungen der Pelzdesigner ganzjährig getragen werden können, sowie vom Materialmix mit Textilien. Durch das Anbieten von Kleinteilen und als Besatz an Textilien wurde Pelz zunehmend für kleinere Einkommen erschwinglich. Damit hat sich der Pelz sehr stark vom eindeutigen Luxusprodukt entfernt und ist zu einem Teil des allgemeinen Modemarktes geworden.

## Pelz als Thema der Tierschutz- und Tierrechtsbewegung

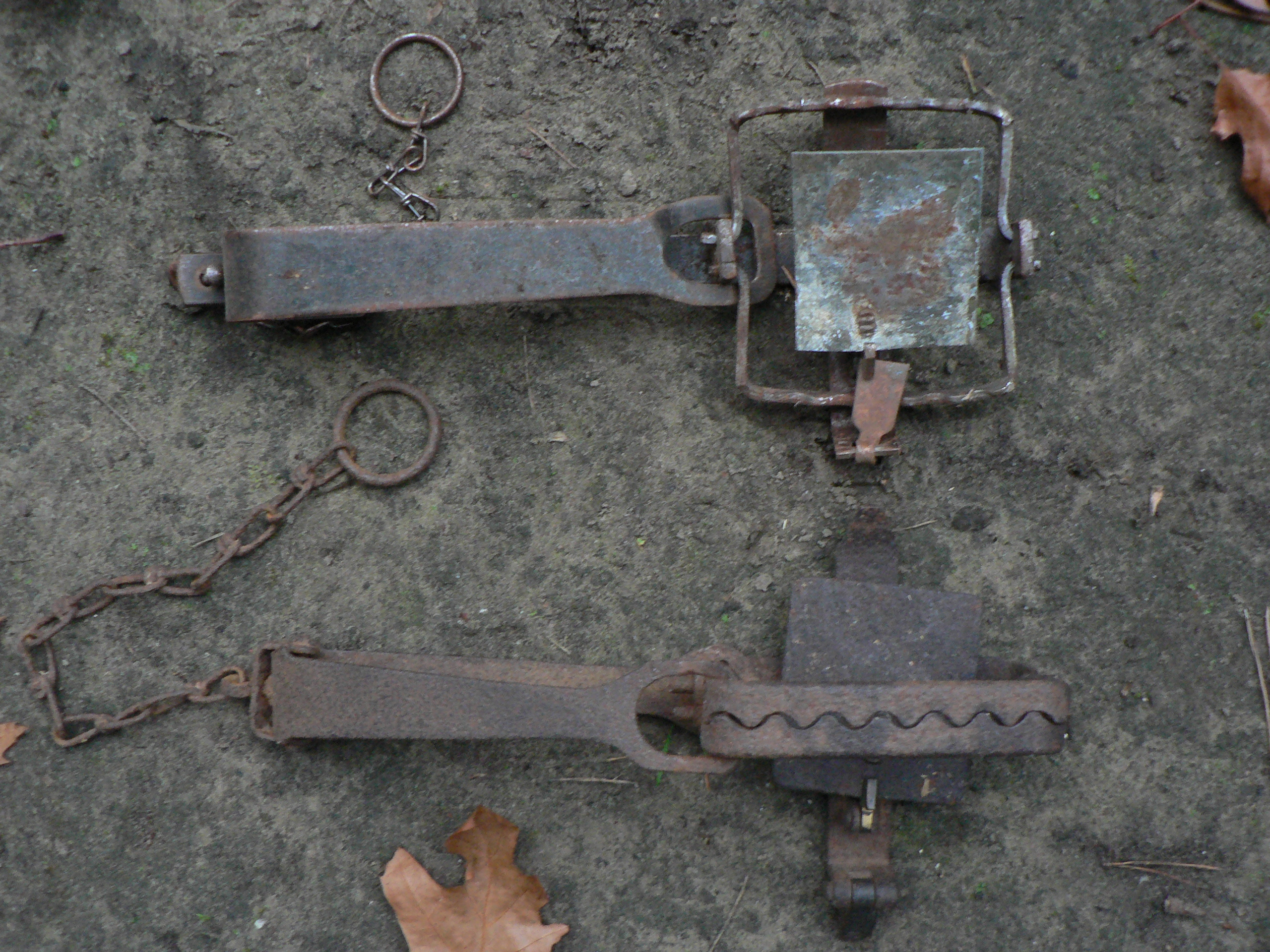
Illegale Fuchsfallen

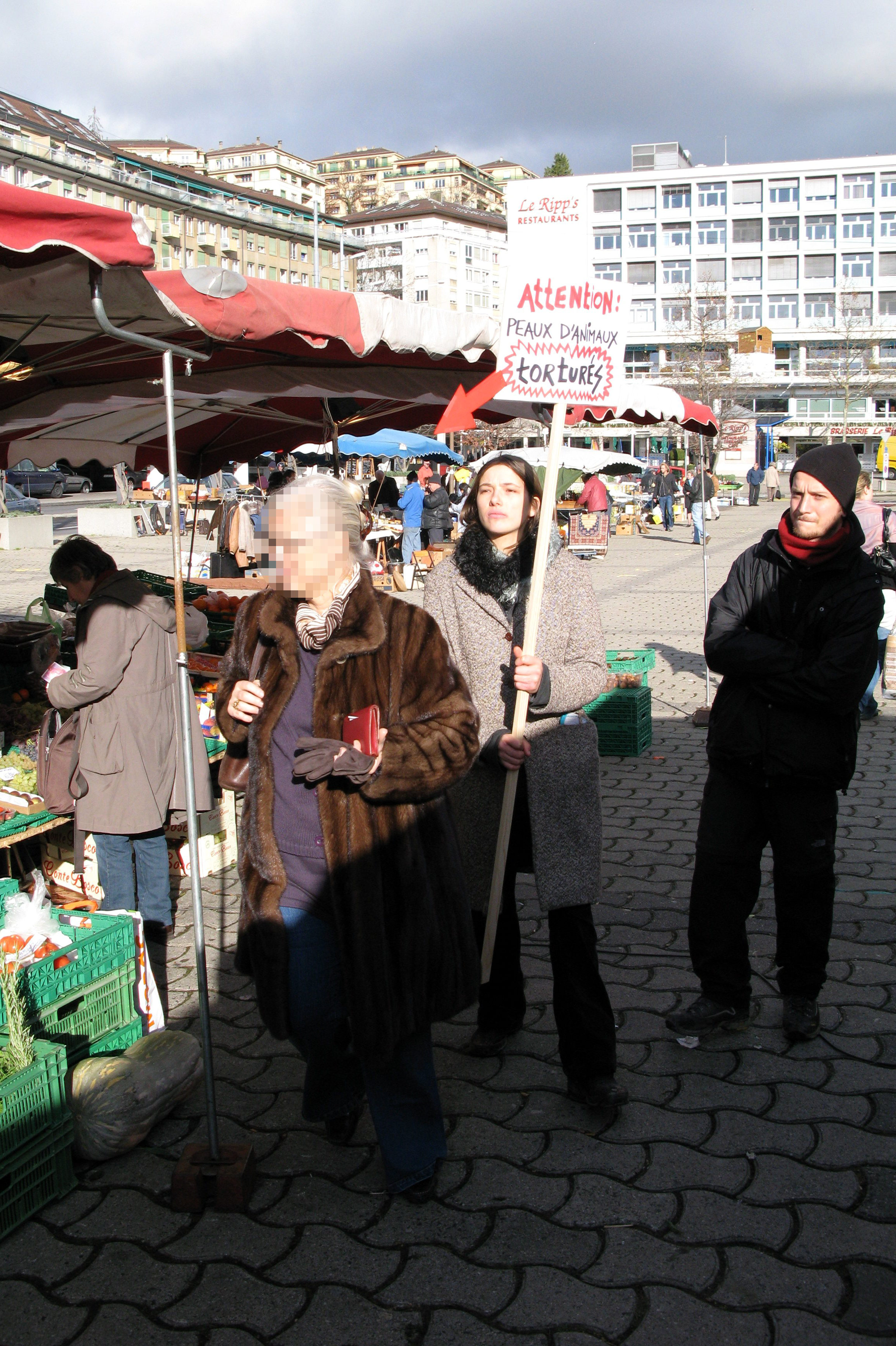
Protest von Anti-Pelzaktivistinnen durch Belästigung einer Pelzmantelträgerin (2007)

Gegen das Tragen und die Herstellung von Pelz gibt es ausgeprägte Abneigungen und teilweise gewaltsame Widerstände. Kritisiert wird unter anderem, Nutzung und Haltung von Tieren zur Pelzgewinnung diene allein Mode und Luxus und finde unter tierquälerischen Umständen statt.
Ein zeitweiliger Angehöriger der Animal Liberation Front in den Niederlanden verübte 2002 den Mord an dem Politiker und Pelzliebhaber Pim Fortuyn, was Befürchtungen über zunehmende terroristische Aktivitäten aus dem Umfeld verstärkte.
Seitens vieler Tierschützer wird die Tierhaltung und Schlachtung und der Fang von Tieren in Tierfallen für die Pelzherstellung allgemein wie die Umstände bei einzelnen Pelzarten abgelehnt. So wird die Tierhaltung in einzelnen Pelzfarmen als nicht artgerecht oder als Tierquälerei angesehen. Die dort gehaltenen Raubtiere würden unter hygienisch unzumutbaren Bedingungen in viel zu kleinen Käfigen gehalten und daher Verhaltensstörungen entwickeln und körperlichen Schäden davontragen. Die Pelztierhaltung in Deutschland erfolgt auf der Grundlage des „Gutachten zur tiergerechten Haltung und Tötung von Pelztieren“ von 1986 und Empfehlungen des Europarates von 1999. Diese Empfehlung von 1999 hat bereits Eingang in nationales Recht gefunden und ist in den Code of Practice des europäischen Pelztierzüchterverband (EFBA) eingeflossen. Demgegenüber stellt eine 2001 veröffentlichte Studie des Scientific Committee on Animal Health and Animal Welfare der EU Informationen zur Haltung von acht verbreiteten Pelzarten zusammen. Kritisiert wurde insbesondere eine hohe Sterblichkeit bei Jungtieren und Verhaltensauffälligkeiten bei weiblichen Nerzen. Die Zuchtziele seien weniger die Zahmheit noch die Anpassung an die Gefangenschaft, sondern insbesondere die Pelzqualität. Empfohlen wurde neben der Weiterbildung der Halter, eine stärkere Ausrichtung der Zuchtziele auf Abbau von Ängstlichkeit und Aggression sowie eine stärkere Ausrichtung der Haltung auf das natürliche Spiel- und Erkundungsverhalten der Tiere.
Eine einheitliche europäische Regelung ist bislang nicht zustande gekommen. Strengere Vorgaben mancher EU-Länder konnten weder EU-weit noch im Ausland allgemein durchgesetzt werden. 2005 wurde die deutsche Tierschutz-Nutztierhaltungsverordnung entsprechend angepasst, dem Ziel, die Haltungsbedingungen für Pelztiere in Deutschland stufenweise zu verbessern.
Grundsätzliche Kritik an dem Begriff der „Nutzung“ von Tieren kommt aus dem Umfeld der Tierrechtsbewegung. Sie betont nach Tom Regan eine Autonomie oder den Anspruch auf vergleichbare Interessen höherer Tiere, einschließlich des Menschen. Tierrechtsforderungen gehen im Allgemeinen weit über den Tierschutz hinaus. Speziell an der Nutzung von Pelzen wird kritisiert, dass die Tötung der Tiere der Befriedigung eines etwa nach Helmut F. Kaplan ungerechtfertigten menschlichen Bedürfnisses nach Luxusartikeln diene.
Bekannt wurden Aktionen von Tierrechtsorganisationen wie PETA. Von militanten Pelzgegnern wie der Animal Liberation Front wurden illegale Aktionen durchgeführt. Dies schließt Stalking und Belästigen, Tortenwurf und Farbattacken auf Pelzträger und Pelzkleidung, Zerstörung von Pelzkleidung, Anschläge auf Kaufhausfilialen und Einbruch oder Brandstiftung in Pelztierfarmen und Freilassungen dort gehaltener Tiere ein. Im Falle der Cloppenburgs kam es zur Grabschändung bei einer im Pelzgeschäft tätigen Familie. Zu Kontroversen kam es auch im Zusammenhang mit dem Wiener Neustädter Tierschützerprozess 2011.

## Wahrnehmung und Deutung

Tizians Venus mit einem Spiegel, um 1555

In der Regel ist jede Kleidung, die der Mensch trägt, mehrfach motiviert. Ein Kleidungsstück soll zwar schützen, zugleich aber auch schön wirken und seinen Träger herausheben. Es ist oft schlechthin nicht möglich zu entscheiden, welcher der Gründe jeweils stärker zu bewerten ist. Edelpelze gehören zu den Gütern, die über das Notwendige hinausgehen und wegen ihrer Seltenheit oder wegen ihrer höheren Gestehungskosten auch besonders gefragt werden. Für Felle aus Wildfängen lässt sich sagen, dass nahezu immer die Erzeugnisse des Auslandes höher geschätzt wurden als die einheimischen.
Leder wird oft mit Wildheit und Ungezügeltheit in Verbindung gebracht. Pelz hingegen kommt ein Ausdruck und Vorzeigen von Intimität zu. Literarisch wie in der Psychologie thematisiert die besondere Rolle unter anderem Venus im Pelz, eine 1870 erschienene Novelle Leopold von Sacher-Masochs, ein Klassiker der erotischen Literatur. Das Abbild einer nur in Pelze gehüllten Frau ist dabei das Leitmotiv des Romanhelden und wurde von einer Venusdarstellung Tizians inspiriert. Der biographische Roman Frau im Pelz beschreibt unterschiedlichste Frauenbilder und -rollen im Nationalsozialismus, wiederum unter dem Leitmotiv des Pelzmantels. Vorbild war die Schweizer Journalistin, Gestapo-Agentin wie Blockälteste im KZ Ravensbrück Carmen Mory. In der Freudschen Deutung steht Pelz für den (behaarten) Schambereich.
In der modernen Kunst ist Meret Oppenheims Déjeuner en fourrure (Frühstück im Pelz, eine pelzbezogene Kaffeetasse) von 1936 ein Hauptwerk des Surrealismus. Das ikonische Werk der Objektkunst thematisiert und verfremdet Alltagswahrnehmungen wie die sinnliche Wirkung von Pelz. Oppenheimer hatte vorher Armbänder mit Pelz besetzt und auf Anregung einer Freundin die Kaffeetasse mit einbezogen. Sie wurde mit dem Objekt schlagartig berühmt.

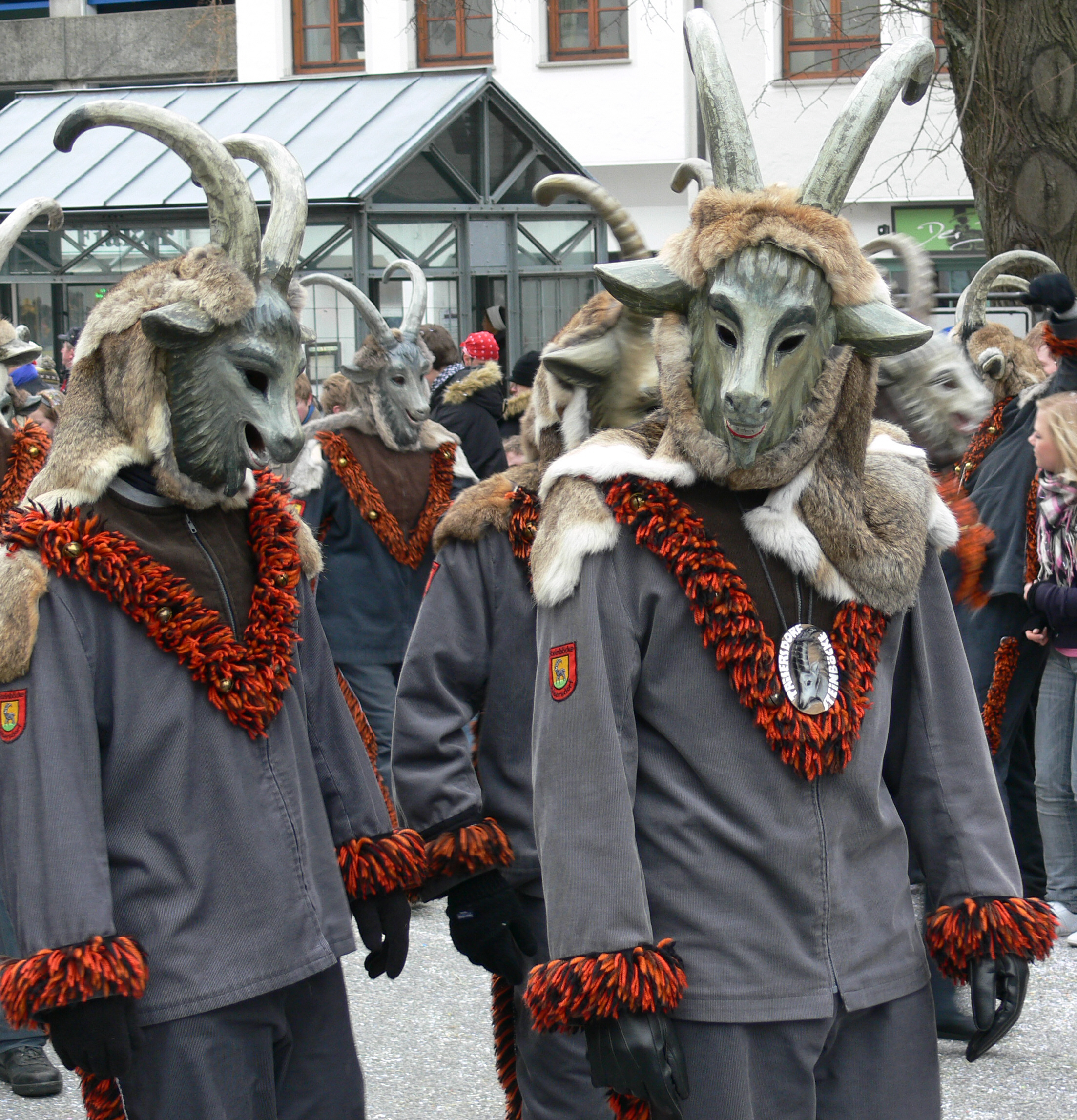
Steinbockmaske der Steinbockzunft Taisersdorf bei der Schwäbisch-alemannischen Fastnacht

Über den reinen Bekleidungszweck hinaus dienen bestimmte Pelze und Pelzaccessoires seit der Antike als Macht- und Statussymbole bis hin zum sexuellen Fetisch.
Sie spielen eine wichtige Rolle in Sagen über Gestalt- und Fellwechsler, in Fastnachtskostümen, in der Literatur wie in Subkulturen (vgl. Furry). Die symbolische Rolle war oftmals wichtiger als der praktische Nutzwert, etwa als Kälteschutz. Im Gegensatz zu vielen Ureinwohnern Amerikas trugen die europäischen Einwanderer Pelze bevorzugt mit der weniger wärmenden aber attraktiveren Fellseite nach außen.
In der Forschung wurden Entstehung und Rolle von Moden, aber auch die Bedeutung von Geschlechterrollen, kolonialer Projektionen und Introjektionen, die zahlreichen Rollen ethnischer Gruppen ebenso untersucht, wie die ökonomische Bedeutung oder die auf der Zeichenebene. Die symbolische und ikonographische Rolle ist sowohl ein Thema der Mode- und Kunstgeschichte, als auch der Völker- und der Volkskunde sowie der Geschichtswissenschaften.

### Handwerkliches
- Heinrich Schirmer: Die Technik der Kürschnerei. Das Standardwerk der Fellverarbeitung. Verlag Arthur Heber u. Co., Leipzig 1928.
- Kurt Nestler: Rauchwaren- und Pelzhandel. Dr. Max Jänecke Verlagsbuchhandlung, Leipzig 1929.
- Friedrich Malm und August Dietzsch: Die Kunst des Kürschners. Ein Handbuch des fachlichen Wissens und technischen Könnens. Fachbuchverlag, Leipzig 1951.
- Bruno Wallmeyer: Pelztragende Tiere. Fur-Bearing Animals. Handbuch für die Rauchwaren-Wirtschaft, Georg Kurt Schauer, Frankfurt 1951.
- Berufsbildungsausschuss des Zentralverbandes des Kürschnerhandwerks (Hrsg.): Der Kürschner. Fach- und Lehrbuch für das Kürschnerhandwerk. Bachen, Köln 1953.
- Autorenkollektiv: Rauchwarenherstellung und Pelzkonfektion. Fachbuchverlag, Leipzig 1970.
- Christian Franke, Johanna Kroll: Jury Fränkel’s Rauchwarenhandbuch 1988/89. Rifra-Verlag, Murrhardt 1988.
- Helmut Lang: Pelz. Vom schlichten Fell zum hochwertigen Bekleidungsstück. 1992, ISBN 3-87150-314-2.

### Geschichte
- Emil Brass, Aus dem Reiche der Pelze. Band 1: Geschichte des Rauchwarenhandels. Band 2: Naturgeschichte der Pelztiere. (In 1 Band), mit zahlreichen Abbildungen und Tabellen, Bln., Verlag der Pelzwaren-Zeitung, 1911.
- Ruth Turner Wilcox: The mode in furs; the history of furred costume of the world from the earliest times to the present. New York 1951.
- Alexander Tuma: Die Geschichte der Kürschnerei. Verlag Alexander Tuma, Wien 1967.
- Elizabeth Ewing: Fur in dress. London 1981.
- Walter Fellmann: Der Leipziger Brühl. Fachbuchverlag, Leipzig 1989, ISBN 3-343-00506-1.
- Julia Emberley: The Cultural Politics of Fur. Montréal et Kingston, McCill et Queen’s University Press, 1998.

### Kritisches
- Karin Hutter u. Günther Peter: Pelz macht kalt, Vom Ausverkauf der wildlebenden Pelztiere, Echo Göttingen, 1989, ISBN 3-926914-02-5.
- Henk Lambertz, Horst Güntheroth, Rainer Köthe: Das Zuchthaus der Tiere. Vom Leben und Sterben in den Pelztierfarmen, 1983 Verlag Gruner und Jahr AG & Co.
- Edmund Haferbeck: Pelztierzucht. Das sinnlose Sterben. Aktuelle Fragen – sachliche Antworten., 1990 Echo Verlag.
- tier-im-fokus.ch (TIF): Pelztiere, Info-Dossier, 2009.